# Histoire de la Palestine

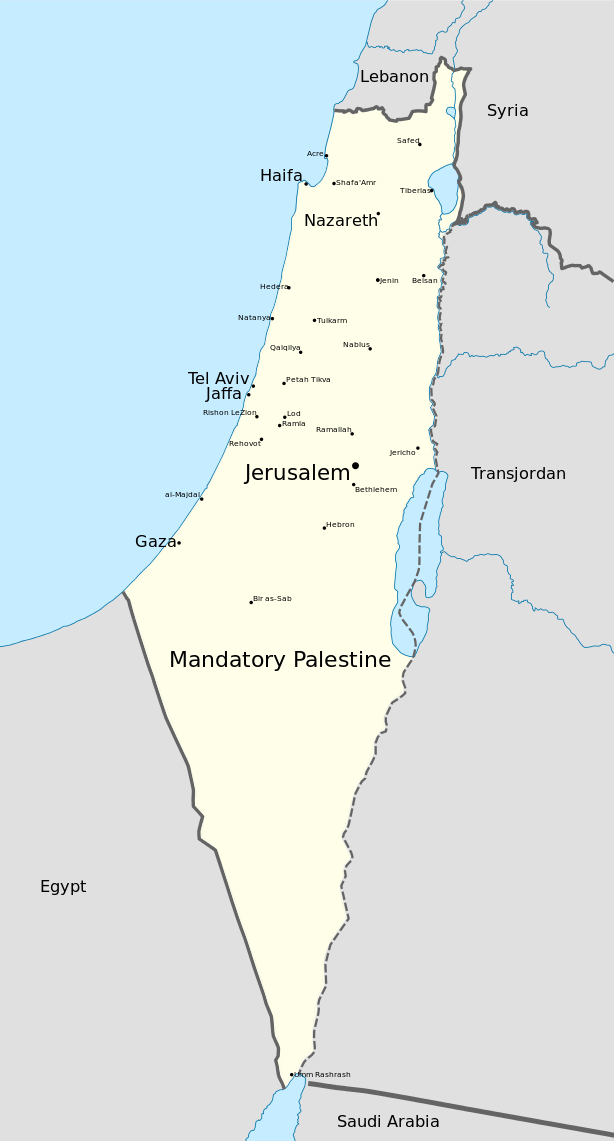
Frontières de la Palestine mandataire entre 1922 et 1948.

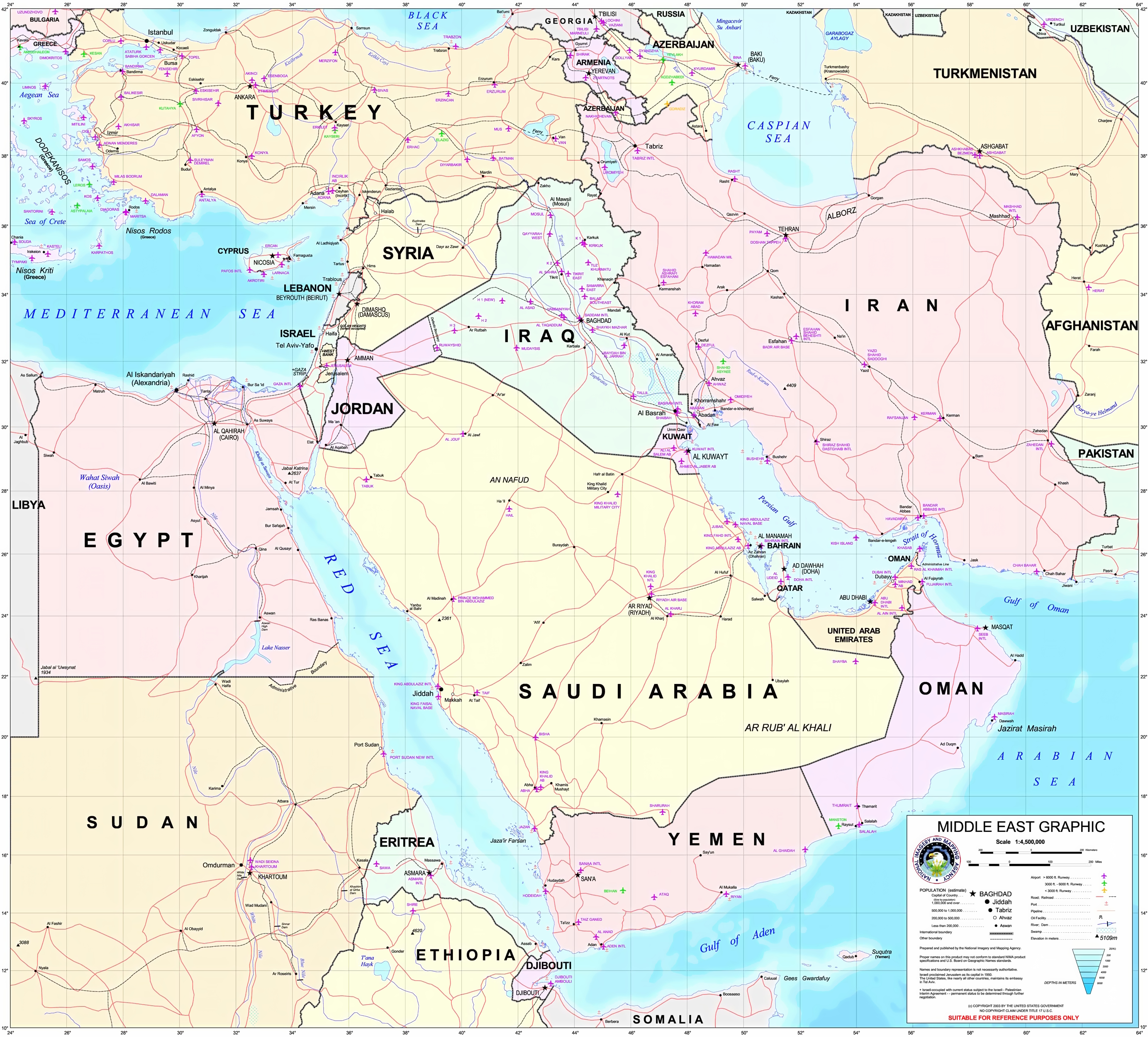
Situation de la région de la Palestine dans le Moyen-Orient contemporain (2003).

Zones approximatives d'influence des royaumes antiques de la région pendant l'âge du fer.

L’histoire de la Palestine retrace les événements s'étant déroulés dans la région de Palestine, située au Proche-Orient, délimitée par la mer Méditerranée à l'ouest, et par le désert à l'est du Jourdain et au sud par la péninsule du Sinaï. 
La région de Palestine est centrée sur celles de la Galilée, de la Samarie, de la Judée et du Néguev. Ses limites sont au nord la Phénicie et le mont Liban, et au sud la Philistie et l'Idumée. À l'époque des croisades, le Pérée au nord-est de la mer Morte, la Batanée et la Décapole au-delà du Jourdain y étaient attachés. La région de Palestine correspond aux territoires aujourd'hui situés à l'ouest du Jourdain et inclut l'État d'Israël, les territoires palestiniens occupés, une partie du royaume de Jordanie, le Liban du Sud et le plateau du Golan,.
Charnière entre la vallée du Nil et la « terre entre les fleuves » (Mésopotamie), la région de la Palestine est habitée depuis des millénaires et a connu la présence et le brassage de nombreux peuples et la domination de nombreux empires : Cananéens, Hébreux, Philistins, Assyriens, Perses, Grecs, Romains, Byzantins, Arabes, Croisés, Ottomans et Britanniques. Région où se déroulent beaucoup des événements narrés dans la Bible, elle présente une importance majeure pour les trois grandes religions monothéistes : le judaïsme (« Terre d'Israël »), le christianisme (« Terre sainte ») et l'islam (« Lieux saints de l'islam »).
À partir du XXe siècle, la région est le théâtre principal des conflits israélo-arabes : la guerre de 1948-1949, la crise du canal de Suez (1956), la guerre des Six Jours (1967), la guerre du Kippour (1973), la guerre du Liban (1982), la première intifada (1988), la seconde intifada (2000-2005), le conflit israélo-libanais de 2006, la guerre de Gaza de 2008-2009, celle de 2012, celle de juillet-août 2014 et la crise de 2021, puis celle de 2023, suivie du conflit ouvert à partir du 7 octobre.

## Préhistoire

### Paléolithique

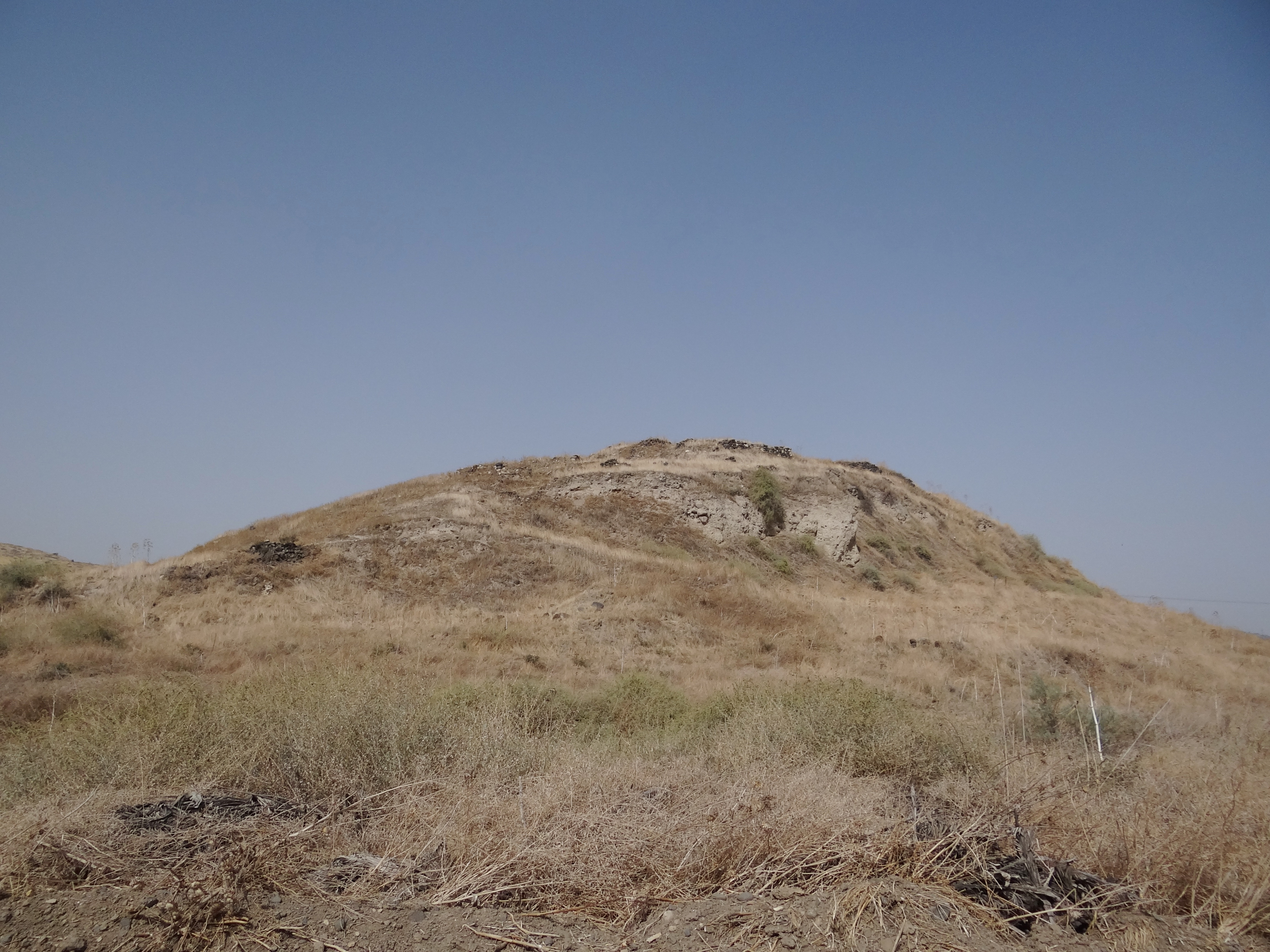
Le site archéologique d'Ubeidiya a fourni des traces des premières migrations de l’Homo erectus hors d'Afrique.

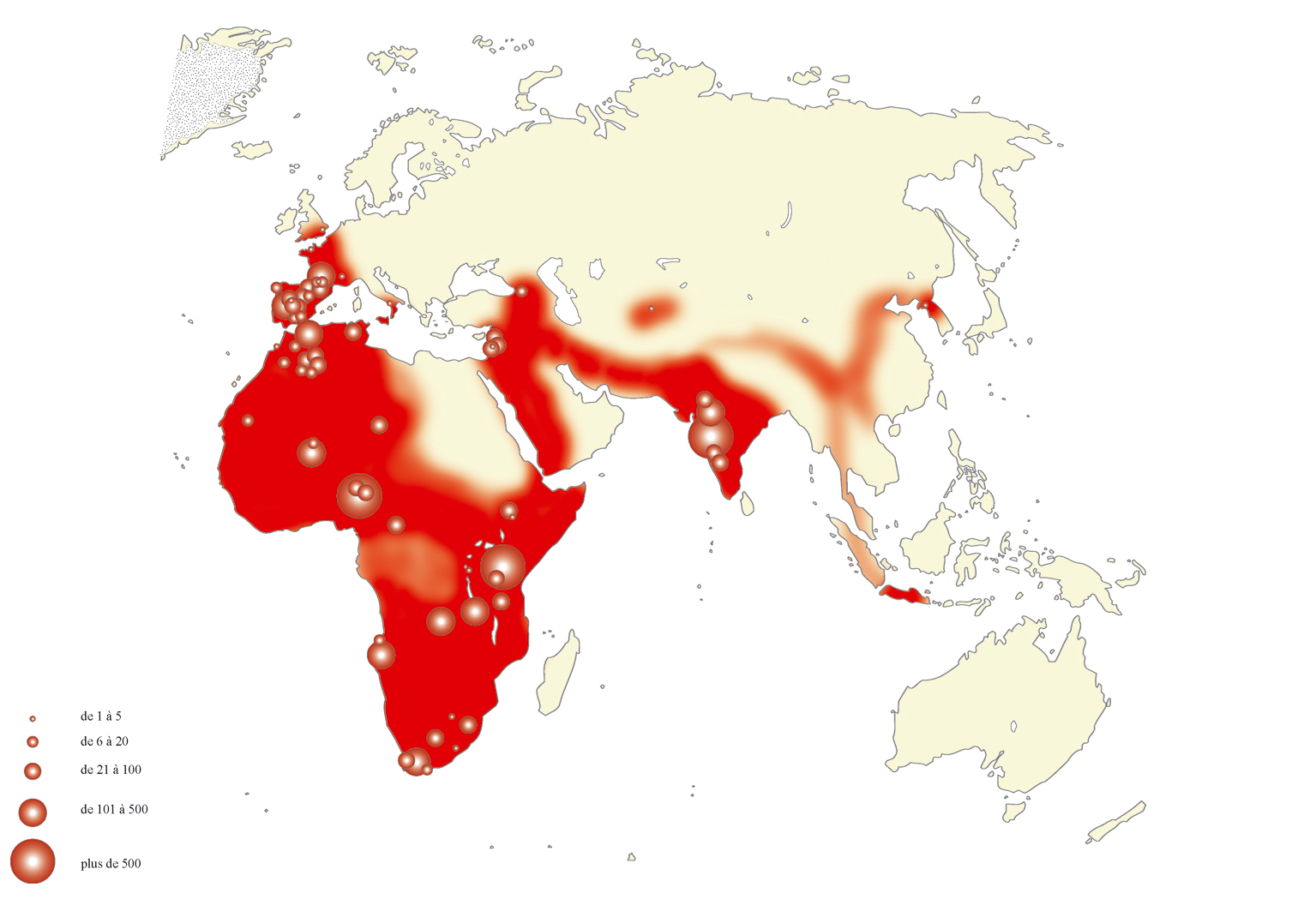
Carte de répartition des principaux sites à hachereaux au Pléistocène moyen (Acheuléen).

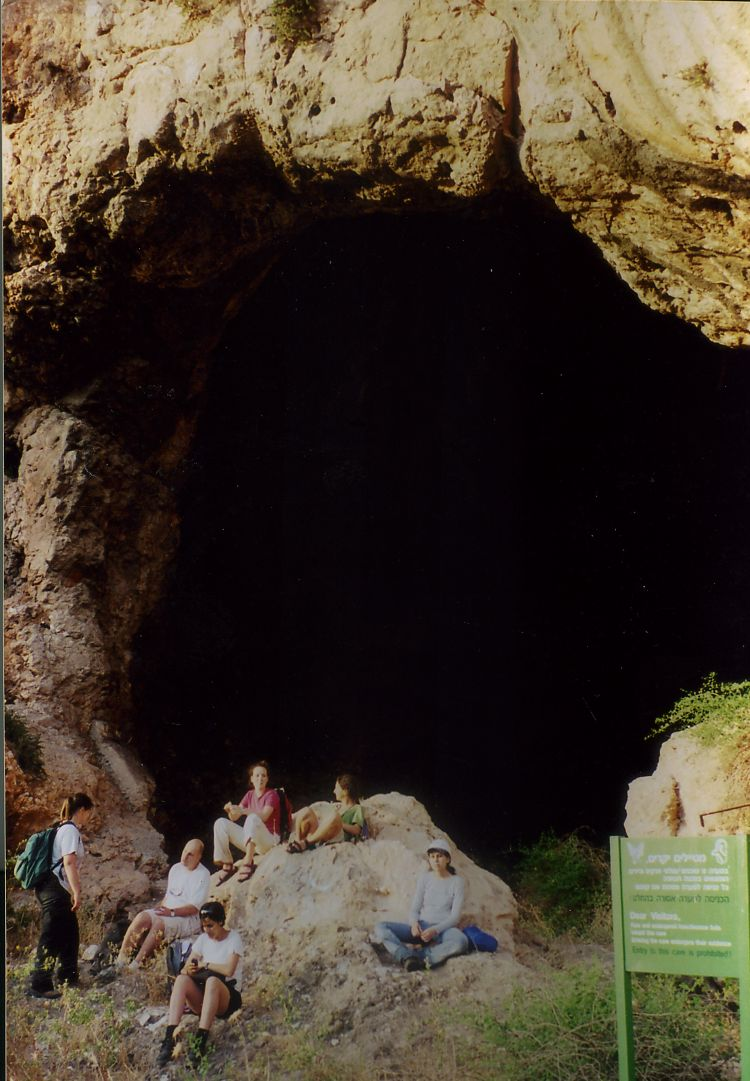
Mugharet el-Zuttiyeh.

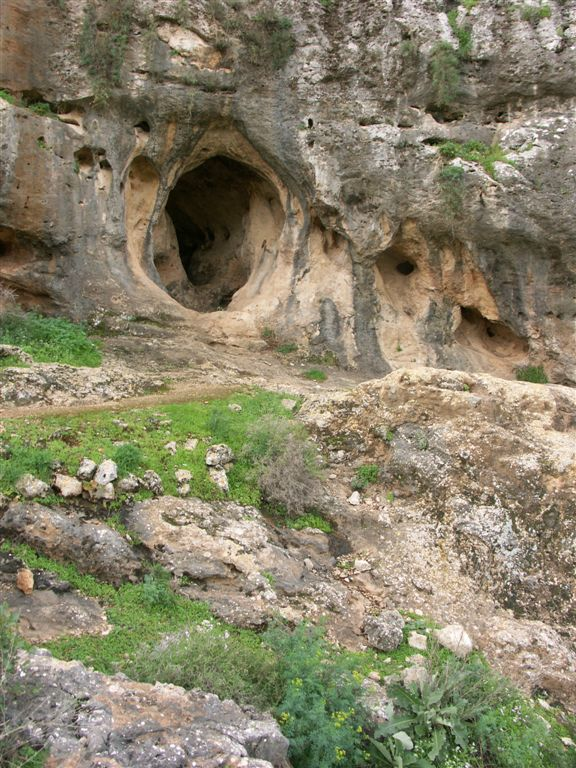
La grotte de Es Skhul.

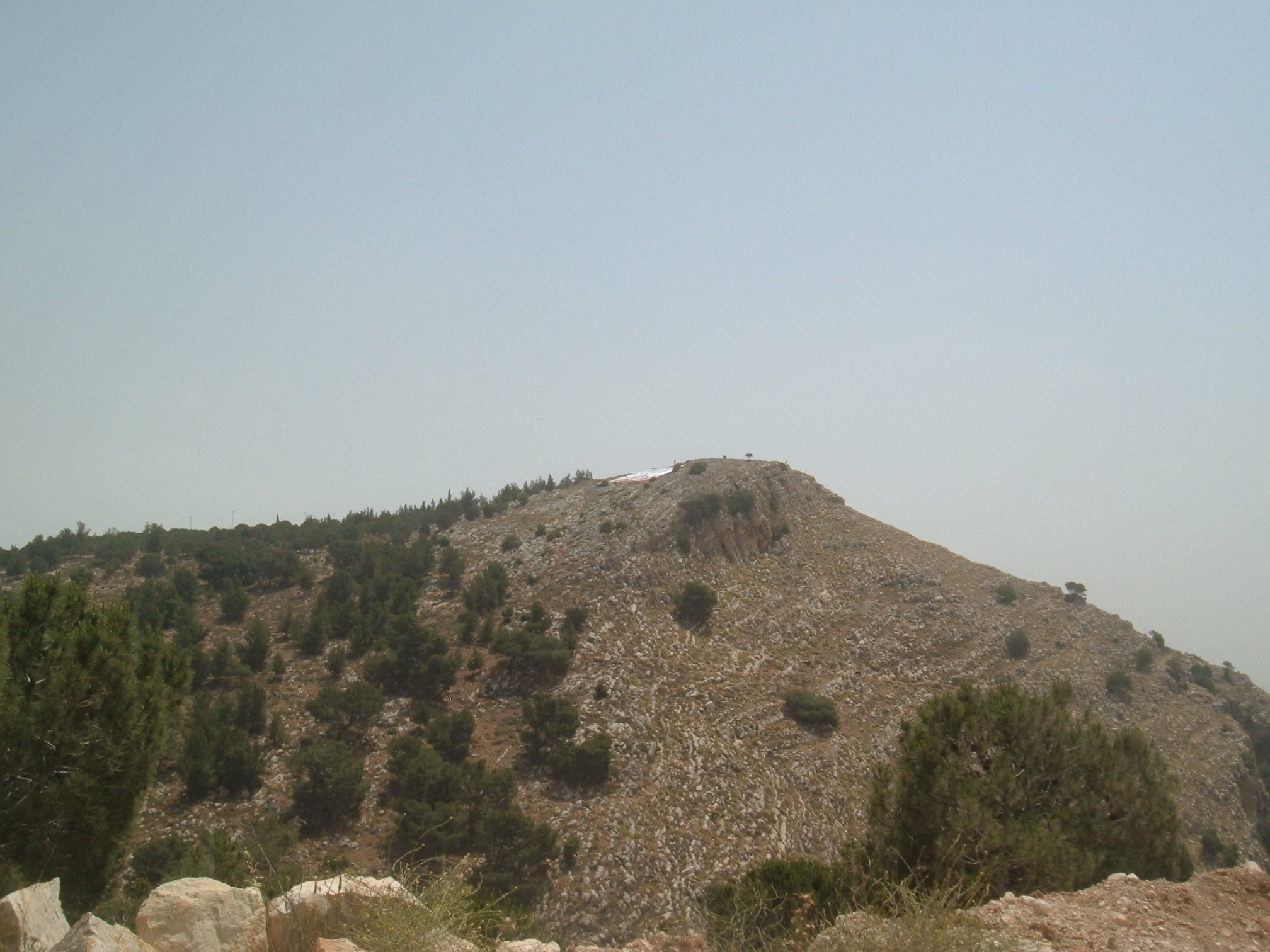
Le mont du Précipice (grotte de Qafzeh).

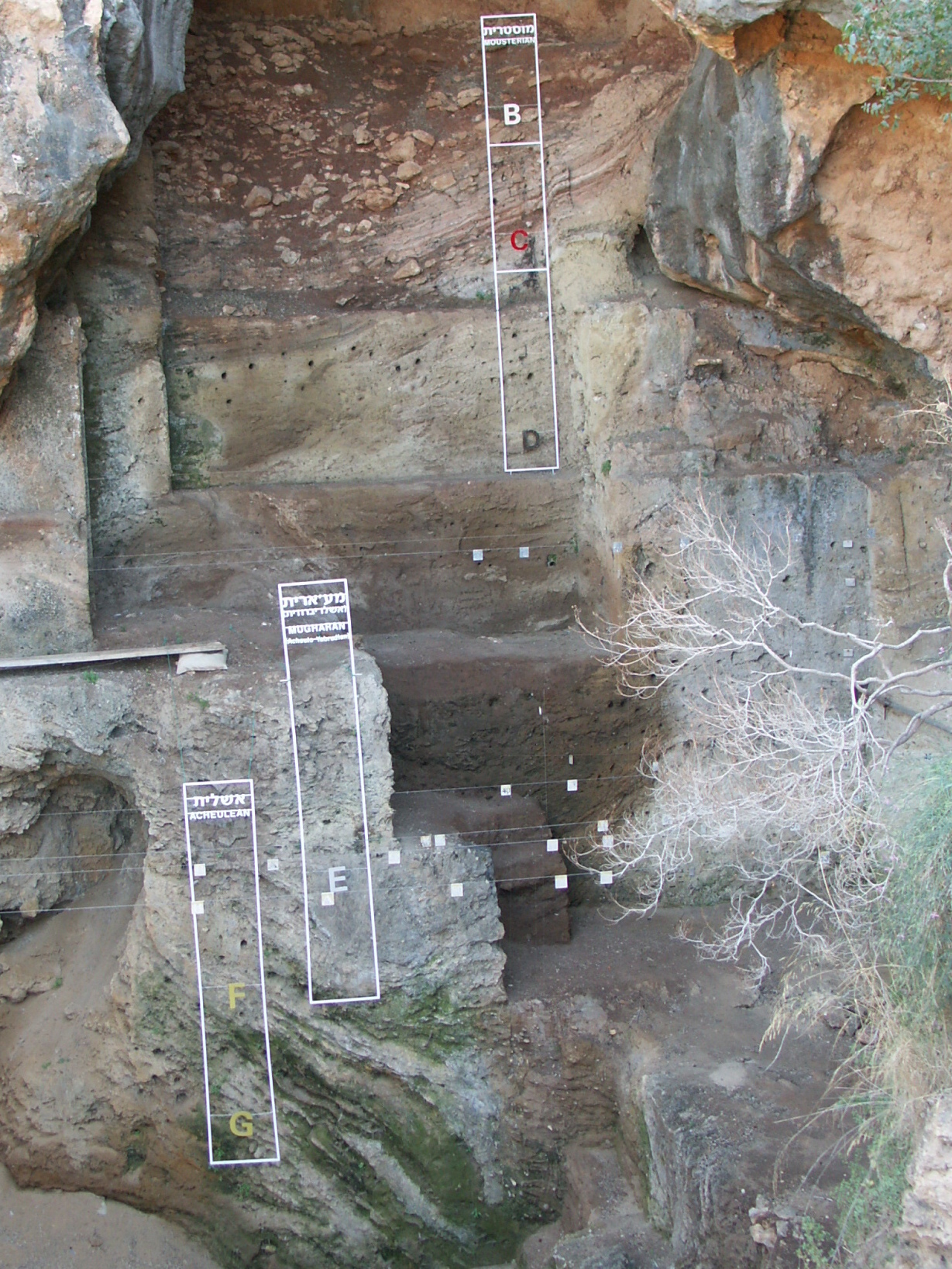
La grotte de Tabun.

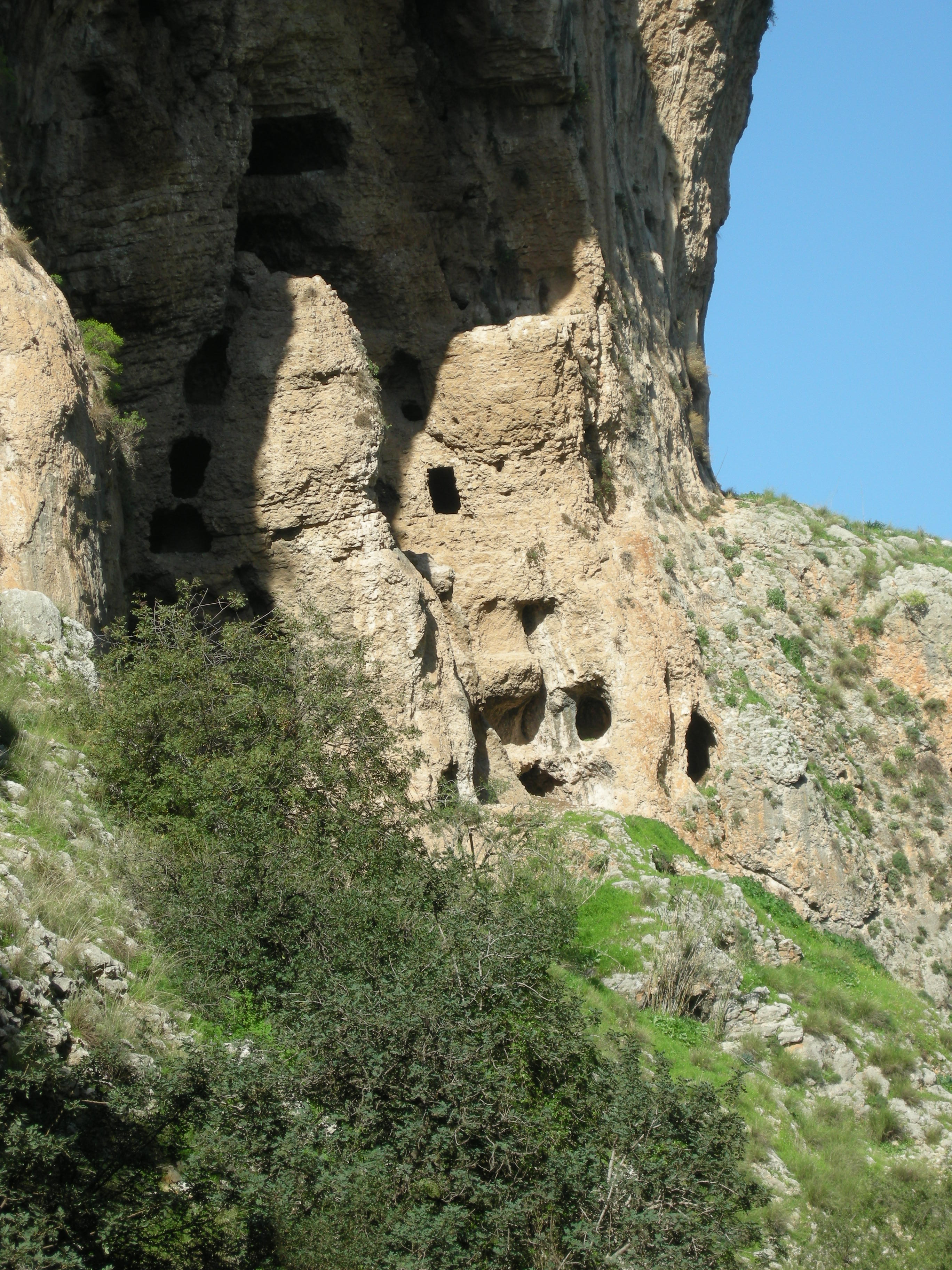
Grottes au-dessus du Nahal Amud.

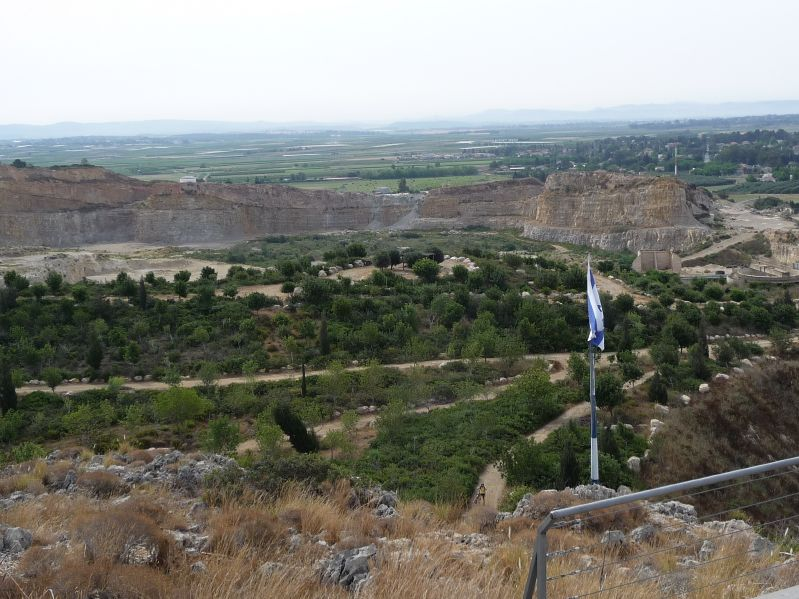
La région autour du à proximité de Zikhron Yaakov (grotte de Kébara).

Les plus anciens vestiges d'Hominidés en Palestine ont été trouvés sur le site archéologique d'Ubeidiya, à quelque 3 km au sud du lac de Tibériade, dans la vallée du rift du Jourdain, fouillé en 1960 par Moshe Stekelis (en) puis Ofer Bar-Yosef et Naama Goren-Inbar. Ils remontent au Paléolithique inférieur (Pléistocène), soit à plus d'un million d'années. Le site a fourni des outils caractéristiques de l'industrie lithique de l'Acheuléen constituant des traces des premières migrations de l’Homo erectus hors d'Afrique,.
Les vestiges du site préhistorique du Pont des Filles de Jacob (Gesher Bnot Ya'aqov), entre la Haute Galilée et le plateau du Golan, datés de 790 000 ans, pourraient bien représenter la plus ancienne utilisation du feu documentée. Également étudié par Moshe Stekelis en 1960, il a révélé la présence d'une quantité importante de hachereaux et l'utilisation du basalte comme matière première.
D'autres fossiles découverts ont un âge estimé à environ 300 000 ans. La fréquentation des grottes par l'homme semble commencer à l'acheuléen supérieur.
En janvier 2018 est annoncée la découverte en Israël du plus ancien Homo sapiens hors d’Afrique qui serait vieux de 180 000 ans.
Le fossile de l'« Homme de Galilée », du type Homo heidelbergensis, découvert en 1925 dans la grotte des Voleurs au-dessus du Wadi Amud par Francis Turville-Petre, date d'environ 140 000 ans. L'original est conservé au musée Rockefeller, un moulage est exposé au musée d'Israël.
Au Paléolithique moyen les Néandertaliens et les hommes anatomiquement modernes du Moustérien se trouvent simultanément en Palestine. Des vestiges de ces derniers sont découverts dans les grottes de Es Skhul et de Qafzeh et des fossiles associés à l'homme de Neandertal sont trouvés sur les sites de Tabun, Amud (de) et Kébara.
Es Skhul, l'une des quatre grottes de Nahal Me’arot sur le mont Carmel au sud d'Haïfa, est fouillé initialement sans résultat par Dorothy Garrod en 1928, puis par Theodore D. McCown (de) en 1931 et 1932, et fournit les restes d'une dizaine d'individus datés d'environ 80 000 à 130 000 ans.
Qafzeh, à 2,5 km au sud de Nazareth en Galilée dans le nord d'Israël, est découvert en 1933 par René Neuville et fouillé entre 1965 et 1979 par Bernard Vandermeersch rejoint par Ofer Bar-Yosef. Le site livre un nombre important de sépultures datées d'environ 90 000 à 100 000 ans.
La grotte de Tabun, autre grotte du Nahal Me’arot, est découverte et fouillée par Dorothy Garrod de 1929 à 1934. Arthur Jelinek dirige entre 1967 et 1972 les fouilles des couches inférieures attribuées au complexe Acheuléo-Yabrudien. Elles sont à nouveau examinées dans les années 1990 par Avraham Ronen (he). Les couches moustériennes révèlent la sépulture d'une femme de Neandertal datée d'environ 80 000 à 120 000 ans conservée au musée d'histoire naturelle de Londres.
Outre la grotte des Voleurs, le Nahal Amud recèle d'autres grottes, notamment la grotte d'Amud (de) dans laquelle l'équipe des archéologues japonais Hisashi Suzuki et Fuyuji Takai a découvert au cours des années 1960 de nombreux vestiges de la culture moustérienne et notamment la sépulture d'un Homme de Néandertal d'environ 1,80 m, à la capacité crânienne de 1 740 cm3 et qui aurait atteint 25 ans.
La grotte de Kébara se trouve sur le versant ouest du mont Carmel, dans la réserve du Ramat HaNadiv (en) à proximité de Zikhron Yaakov, à une dizaine de kilomètres au nord-est de Césarée. Elle est découverte par Moshe Stekelis en 1929 et fouillée par Dorothy Garrod et Francis Turville-Petre dès le début des années 1930. Les résultats les plus significatifs sont obtenus par l'équipe franco-israélienne de Bernard Vandermeersch et d'Ofer Bar-Yosef en 1983 avec la découverte de « Moshe », le squelette de néandertalien le plus complet trouvé à ce jour, datant d'environ 60 000 ans et associé à l'industrie moustérienne. Selon Vandermeersch et Bar-Yosef, les néandertaliens de Kébara seraient venus d'Europe.
Avec la couche suivante débutent l'Aurignacien, le Kébarien (épipaléolithique) et le Natoufien.

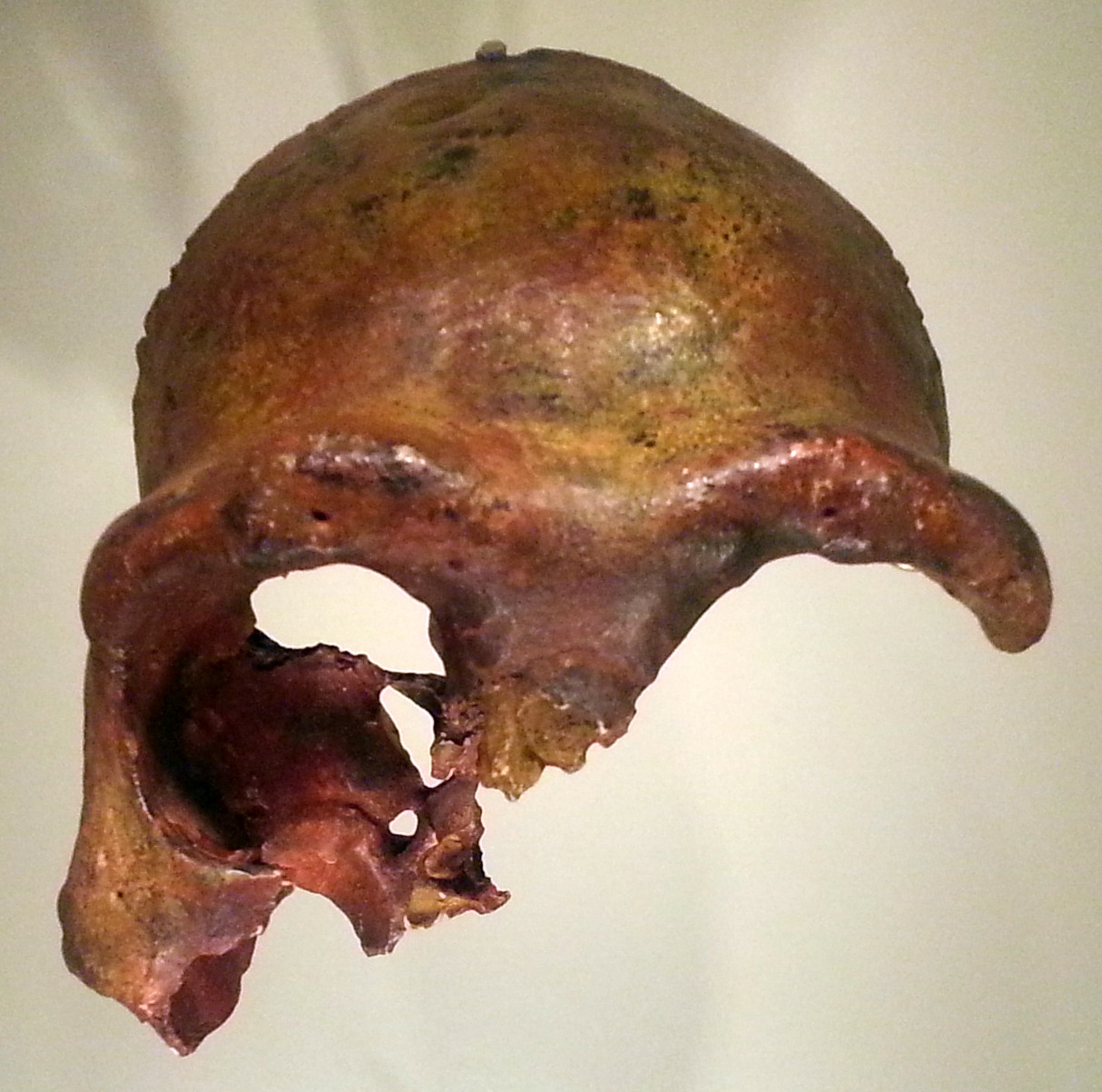
L'« Homme de Galilée », grotte des Voleurs
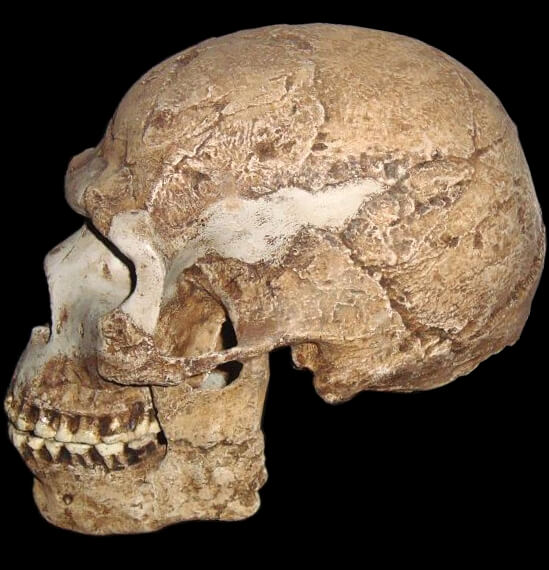
Skul V
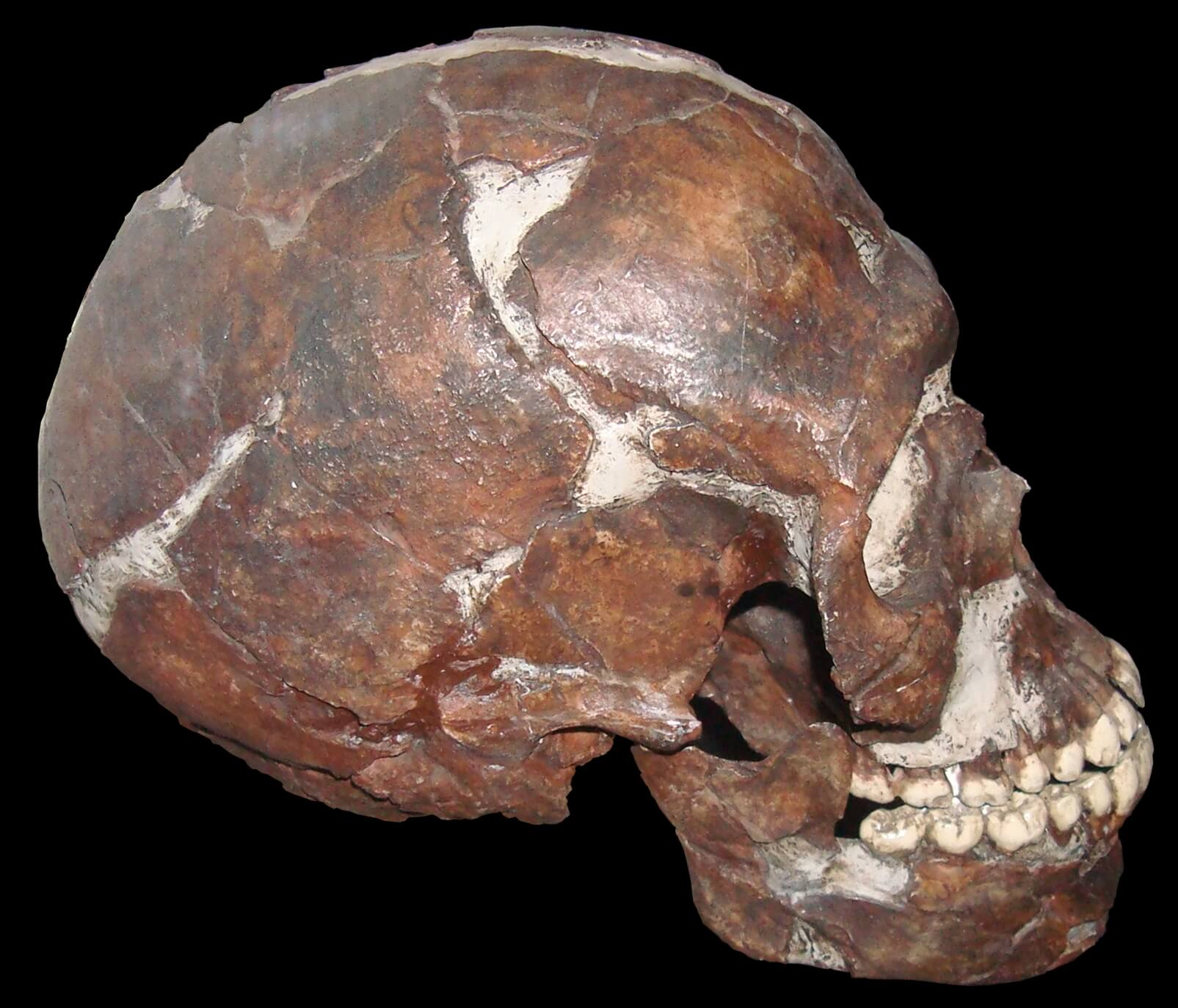
Qafzeh 9
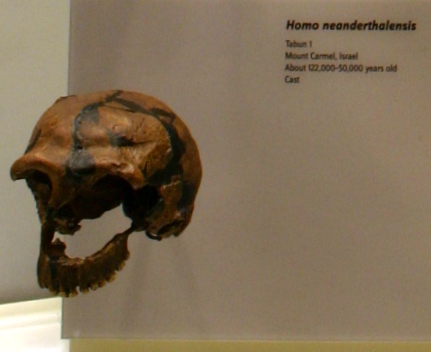
Tabun 1
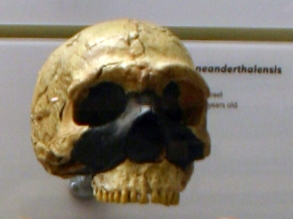
Amud 1
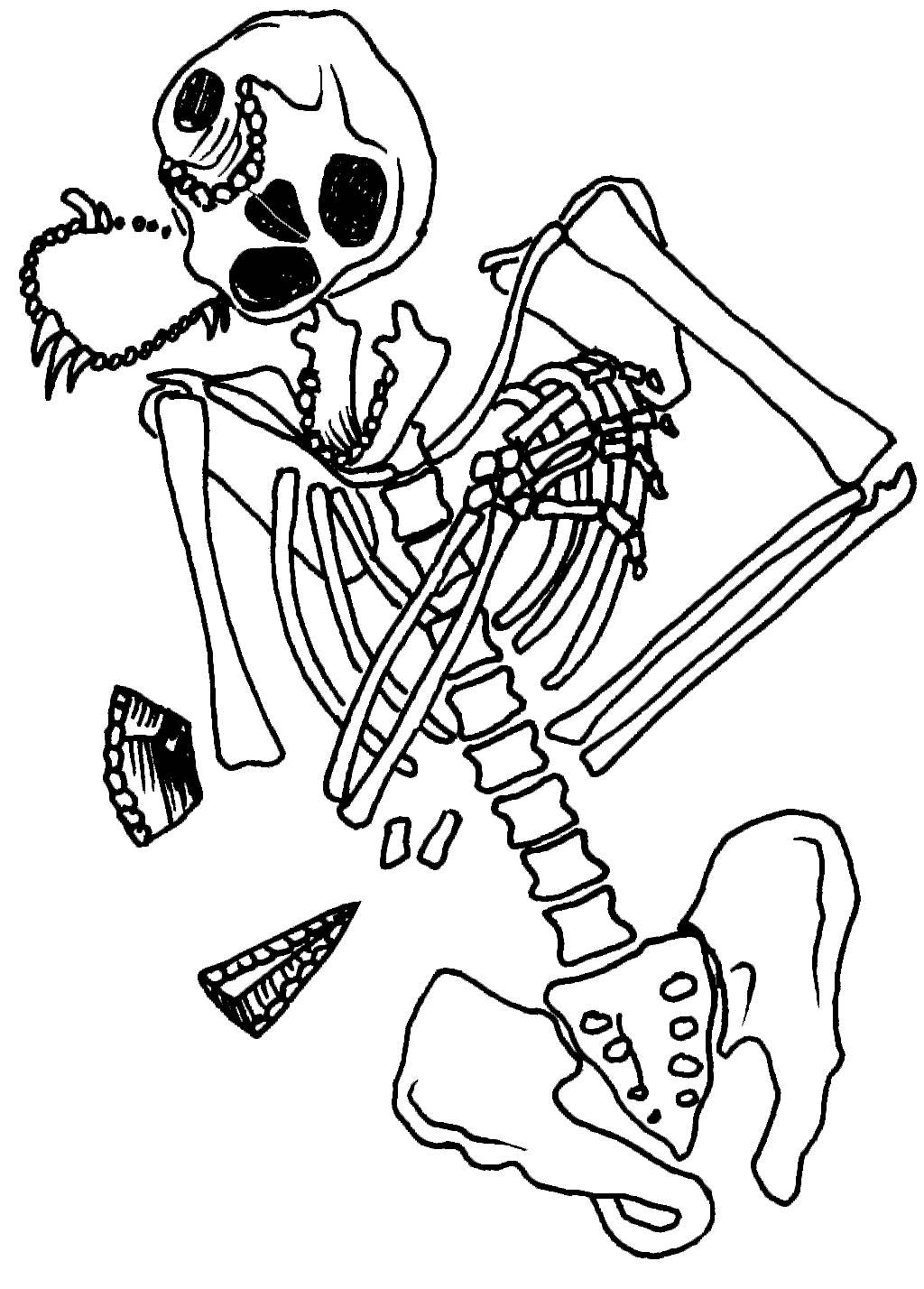
« Moshe », Kebara

### Épipaléolithique

Extension de la culture natoufienne.

Entre le XIe millénaire av. J.-C. et le IXe millénaire av. J.-C. se développe, sur le territoire actuel du Liban, de la Palestine, d'Israël et du Sinaï, la culture natoufienne, la première à expérimenter le mode de vie sédentaire, dont on retrouve les vestiges.

### Néolithique (-8300 à -4800)

Répartition des sites de céramique du Néolithique dans le Levant sud.

Dès le IXe millénaire av. J.-C., des peuplades néolithiques domestiquent des plantes et des animaux, se sédentarisent et pratiquent l’agriculture et l’élevage. Vers 10 000 à 8 000 ans avant l'ère commune, l'outillage en os paraît prendre une réelle importance et le mobilier en pierre un essor caractéristique. À cette période, les conditions climatiques sont favorables (plus de précipitations et températures moins élevées).
Dès le VIIIe millénaire av. J.-C., la ville de Jéricho (Er Riha), constitue une des plus anciennes cités du monde. On estime que cette époque coïncide avec les premières cités constituées.
Au cours du dernier quart du VIIe millénaire av. J.-C., la céramique fait son apparition, ainsi que d'autres formes d’artisanat.
Le Proche Orient du VIe et de la première moitié du Ve millénaire av. J.-C. est mal connue. On suppose des déplacements de populations qui peuvent être dus à des variations climatiques. Les reliefs et la région côtière sont occupés par une civilisation à caractère forestier comme en témoigne la prédominance des instruments destinés au travail du bois.

### Chalcolithique (-4300 à -3300)
Cette période est marquée par la culture ghassulienne, nommée d'après Teleilat Ghassul (~4 500 - 3 300). La nécropole d'Adeimeh, à 2 km de Teleilat Ghassul, montre plusieurs formes de tombes, dont des dolmens et des cairn circulaires. Dans la plaine côtière (à Azor) on a découvert des ossuaires et des poteries ayant souvent la forme d'habitations. Cette culture pourrait être indigène, mais montre des similitudes avec celles de Byblos et Ougarit, ainsi qu'avec l'Égypte du IVe millénaire av. J.-C..
Cette période est marquée par l'utilisation importante du cuivre, comme le démontre la découverte de nombreux objets à Nahal Mishmar. Des habits trouvés dans la grotte démontrent une réelle compétence technologique dans la confection de vêtements en lin. Près de Beer-Sheva, de nombreuses statuettes d'ivoire fabriquées localement présentent quelques similitudes avec celles des cultures Badarian et Amratian en Égypte. On voit alors apparaître des structures techno-économiques adaptées aux régions sèches : y vivent de petites collectivités vivant de la culture de céréales et de l'élevage du gros et du petit bétail.
Les échanges qui débutent entre la Palestine et l'Égypte, à travers le désert du Sinaï, vers la fin du IVe millénaire av. J.-C. prennent de l'ampleur grâce à l'utilisation des bovidés comme animaux de bât, capables de franchir les quelque 200 kilomètres de quasi-désert séparant le sud palestinien du delta égyptien. Dès lors, la Palestine joue le rôle de zone de passage où se croisent les influences, et souvent les armes, des grands empires d'Égypte et du Proche-Orient asiatique.
Vers la fin du IVe millénaire av. J.-C. la civilisation des agriculteurs-éleveurs disparaît sans raison apparente. Les sites de cette époque sont abandonnés. Il est difficile d'établir des liens avec la formation de la civilisation cananéenne du IIIe millénaire av. J.-C..

## Haute Antiquité
Le IIIe millénaire av. J.-C. est celui de la civilisation cananéenne qui s'étend au-delà de la fin de la préhistoire. Bien que l'écriture n'apparaisse pas dans la région avant la seconde moitié du IIe millénaire av. J.-C., compte tenu de l'état de surproduction, de centralisation et de redistribution des surplus alimentaires, il est généralement considéré par les historiens que ce nouvel ordre économique, social et politique marque l'entrée de Canaan dans l'histoire, soit dans le courant du IIIe millénaire av. J.-C.. Par les échanges avec l’Égypte, la région se développe et s’enrichit, se spécialise dans le commerce de la céramique et de nombreuses constructions voient le jour. La civilisation cananéenne est organisée sur un système de cités-États, fruits d'une osmose entre agriculteurs sédentaires et pasteurs semi-nomades. De nombreuses villes cananéennes se développent et se fortifient.
Les historiens considèrent généralement que la période cananéenne s'étale du début du IIIe millénaire av. J.-C. à la fin du XXIIIe siècle av. J.-C..

### Âge du bronze ancien (-3300 à -2200)
Le Bronze ancien se décompose généralement en quatre périodes :
- Bronze ancien I (-3300 à -2900)
- Bronze ancien II (-2900 à -2600)
- Bronze ancien III (-2600 à -2350)
- Bronze ancien IV (-2350 à -2200)

Ce sous-découpage est essentiellement basé sur la chronologie égyptienne, les artéfacts archéologiques permettant de lier les deux régions. Des variations d'un siècle selon les sources ne constituent pas des écarts significatifs. Le Bronze ancien I correspond à la Ire dynastie, le Bronze ancien II à la IIe dynastie, le Bronze ancien III à la IVe et Ve dynastie, et le Bronze ancien IV à la VIe dynastie.
Malgré le nom d'âge du bronze, le cuivre reste en usage dans la région. Kathleen Kenyon a proposé d'appeler cette période « période urbaine » car la fondation de villes constitue une innovation en Canaan, mis à part Jéricho qui existait déjà au néolithique précéramique. 
Au début du Bronze ancien, de nouvelles populations arrivent par vagues successives depuis le nord, semble-t-il. La culture de ces nouveaux arrivants, qu'on qualifie de cananéens, est différente de celle des habitants du chalcolithique. Ils s'installent principalement dans les vallées et les hautes terres à proximité de sources. L'économie de ces populations est basée sur l'agriculture, contrairement aux populations semi-nomades du chalcolithique. Peu de sites sont occupés dans les régions semi-arides, à l'exception d'Arad.
Le Bronze ancien est caractérisé par l'apparition de cités cananéennes puissamment fortifiées, sans qu'on connaisse la cause de telles fortifications. Les principaux sites de cette période sont Tel Bet Yerah (au sud du lac de Tibériade), Megiddo (dans la vallée de Jezreel), Gezer, Tel Erani, Tel Yarmouth, Afek dans la Shéphélah et Arad dans le Néguev oriental. Ces centres urbains fortifiés gèrent un petit district agricole vivant de la culture des céréales, des arbres fruitiers et des légumes. Des objets importés d'Égypte indiquent des liens commerciaux.
À partir du Bronze ancien II, on ne trouve plus de poteries égyptiennes dans les sites cananéens, même si les relations avec l'Égypte sont encore attestées comme en témoignent les campagnes militaires égyptiennes en Canaan. On dispose par exemple de la description d'une campagne contre une ville cananéenne dans une tombe de la Ve dynastie. Les campagnes de Pépi Ier contre les « habitants des sables », dirigées par son vizir Ouni, témoignent de l'intérêt de l'Égypte pour la région. Ces campagnes militaires signent d'ailleurs la chute finale des villes cananéennes du Bronze Ancien. Elles n'en sont pas nécessairement la cause, mais elles ont pu être motivées par l'affaiblissement général des cités qui les rendaient plus vulnérables. La fin du Bronze ancien se traduit par une destruction générale des cités cananéennes et par un retour au semi-nomadisme des populations à partir de -2200. Cette chute se déroule dans un contexte général de bouleversements sociaux au Proche-Orient, qui s'exprime en Égypte par une période d'éclatement du pouvoir central connu sous le nom de Première Période intermédiaire.
Notons cependant que certaines villes, telle qu'Arad étaient déjà abandonnée depuis la fin du Bronze ancien II.

#### Bronze ancienI(-3300 à -3050)
Les régions densément peuplées du Chalcolithique sont abandonnées. Seuls 30 % des sites du Bronze ancien sont bâtis sur des sites occupés à l'ère précédente. Les régions habitées sont maintenant les plaines du nord, les plaines côtières, les collines centrales, la vallée du Jourdain et la Shéphélah.
L'économie devient principalement agricole, avec l'introduction de la culture du raisin et des figues. Par ailleurs, des cimetières indiquent que des populations nomades pastorales vivent dans les régions plus arides et dans le Sinaï.
La culture, en partie indigène, est aussi influencée par la culture mésopotamienne. Il ne semble pas y avoir eu d'importantes migrations à la fin du Chalcolithique.
Des poteries retrouvées dans les sites du Néguev ainsi qu'à Tel Erani (probablement la ville la plus importante de la période) montrent que l'Égypte était présente dans le sud du pays depuis la fin de la période pré-dynastique jusqu'à la Ire dynastie. Dans l'est du delta du Nil, on retrouve également quelques poteries cananéennes. De nombreux sceaux du pharaon Narmer sont retrouvés en Palestine[réf. nécessaire] et celui-ci est peint dans son pays combattant des Asiatiques et capturant une cité fortifiée. L'ensemble dépeint un fort intérêt, et peut-être une occupation militaire, de l'Égypte pour le sud du pays.

#### Bronze ancienII(-3050 à -2700)
Les principaux sites du BA I deviennent des centres urbains (Megiddo, Beït Shéan, Tell el-Far'ah, Arad, Bab edh-Dhra'). D'autres seront abandonnés.

#### Bronze ancienIV(-2350 à -2200)
C'est à cette période qu'Ouni, vizir égyptien de Pépi Ier, mène une expédition en Palestine.

### Âge du bronze intermédiaire (-2200à -2000)
Cette période est marquée par une crise de l'habitat et un recul de l'Égypte au Levant. Au sortir du IIIe millénaire av. J.-C., des populations semi-nomades franchissent le Jourdain et pénètrent en Palestine, provoquant l'effondrement des structures socio-économiques qui y prévalaient : les agglomérations sont détruites et abandonnées et l'économie palestinienne se convertit à l'élevage.
- À partir du XIXe siècle av. J.-C., il est supposé une augmentation du nombre des installations permanentes, et une diminution de celui des tribus ; mais il semble que l'on reste encore très proche de l'organisation tribale.

Cette période durant laquelle les déplacements entre l'Asie, depuis la Mésopotamie, et l'Égypte sont intenses correspond à un moment d'agitation interne qui sert de prélude à l'invasion hyksôs (« Princes des pays étrangers ») de l'Égypte. Durant cette même période, les agglomérations palestiniennes commencent à s'entourer de remparts.
- L’existence de la cité cananéenne d’Ourousalim (Jérusalem) est attestée dans des écrits datant du XXIe siècle av. J.-C.

### Âge du bronze moyen: La civilisation cananéenne (-2000à -1550)
Voir l'article Pays de Canaan.

#### Bronze moyen IIA (environ -2000à -1800)
La culture cananéenne du bronze moyen marque une nette différence avec celle du Bronze Intermédiaire. Elle est fortement influencée par la culture des côtes libanaises (Byblos, ville dont la culture est la plus proche de la Palestine du BMII) et syriennes, voire par celles de la vallée de l'Oronte au nord de la Syrie (Ebla, Hama). Cette époque marque une réurbanisation progressive, de laquelle résulte l'établissement de la culture cananéenne. Le Bronze moyen IIA est une période de transition entre le semi-nomadisme du Bronze moyen I et le renforcement des cités cananéennes au Bronze moyen IIB. De nombreux échanges ont lieu entre l'Égypte et Canaan. Canaan est mentionnée dans les textes d'exécration ainsi que dans le Conte de Sinouhé. Ces textes décrivent une population tribale et pastorale, peut-être semi-nomade. Ce n'est que vers 1800 qu'apparaissent les grandes cités-états cananéennes.
L'influence de l'Égypte en Canaan est importante, même si la région ne lui est pas subordonnée. Il ne semble pas y avoir de présence massive des Égyptiens mais des expéditions ont régulièrement lieu afin de stabiliser ce qui constitue une des frontières orientales de l'Égypte. Des contingents d'« Asiatiques » participent aux expéditions minières égyptiennes dans le Sinaï. Leur présence est en effet attestée sous la XIIe dynastie. Une stèle de Sarabit al-Khadim, qui liste les membres d'une équipe égyptienne envoyée dans le Sinaï pour exploiter le cuivre et la turquoise, mentionne la participation à l'expédition du « frère du prince de Retenou, Khebded » et de dix de ses hommes. Sur d'autres inscriptions, ce personnage est représenté chevauchant un âne et accompagné d'une petite escorte. Khebded et ses hommes viennent d'une région appelée Hami, qui est identifiée à la ville de Horma, dans le nord du Néguev. Son équipe d'une dizaine d'hommes reste modeste lorsqu'on la compare aux centaines d'égyptiens engagés dans les expéditions du Sinaï. Malgré son statut princier, il n'occupe qu'une position subalterne dans les textes. La main-d'œuvre qu'il apporte doit constituer une sorte de tribut, les rois de la région étant dans une relation de vassalité vis-à-vis de l'Égypte. La présence de ces hommes est régulièrement attestée sous Amenemhat III et Amenemhat IV. Ils sont peut-être à l'origine de l'alphabet protosinaïtique.
Les figurines d'exécrations égyptiennes donnent à la fois des noms de ville et des princes de la région. Sont citées les ports de la côte Ashkelon (Isqaï), Akko (Âky) et Tyr (Djouaoui), ainsi que la ville de Hazor (Hedjour). Une invasion de Retenou par l'Égypte est mentionnée à l'époque du pharaon Sésostris III. La stèle de Khousobek constitue la seule source sur cette campagne. Cette stèle a été découverte à Abydos en 1901 et elle relate les faits d'armes d'un militaire égyptien nommé Khousobek. Les motifs de l'opération militaire et son déroulement ne sont pas connus. La stèle relate un combat dans la région de Sekemem où s'illustre Khousobek. Cette région est probablement à identifier avec la ville de Sichem en Samarie.
De nombreux objets égyptiens sont retrouvés en Palestine, la plus grande collection est retrouvée sur le port de Byblos, depuis lequel le bois du Liban était exporté vers l'Égypte. Des céréales, du bétail, du vin et de l'huile d'olive sont également exportés. Les fouilles à Tell el-Dab'a, l'ancienne Avaris, montrent la présence importante d'armes et de poteries (notamment des jarres utilisées pour le commerce des marchandises) originaires du sud de la Palestine pendant la douzième et treizième dynastie. Manfred Bietak en conclu l'importance du commerce et de l'émigration vers l'Égypte dès cette époque. Des statuettes représentants des hauts fonctionnaires égyptiens ont été retrouvées à Megiddo, Gezer et Ein Hashofet sans qu'on puisse dater avec certitude l'époque à laquelle ils ont été amenés dans la région. À Gezer, on a aussi retrouvé une statuette d'une reine appelée Néférousobek. Des scarabées datant du début de la XIIe dynastie (Sésostris Ier, Amenemhat II et Sésostris II) ont été retrouvés à Megiddo, Lakish, Gezer, Beït Shéan, Jéricho, Akko, Sichem et Tell el-Ajjul. Pour la fin de la XIIe dynastie, on a seulement retrouvé un scarabée de Sésostris III à Gezer et un autre d'Amenemhat III à Tel Gamma.

#### Bronze moyen IIB (environ -1800à -1550)

##### Les cités États
Cette période marque l'apogée de la civilisation cananéenne, avec de grandes villes fortifiées d'un glacis de terre et de grandes portes. Les temples de l'époque présentent une grande similarité, on les retrouve notamment à Hazor, Megiddo et Sichem. Ces temples sont similaires à ceux des régions alentour, on retrouve les mêmes structures à Ebla, Alalakh, Ougarit et également à Avaris.
Hazor est la plus grande ville de Canaan à l'époque. Après l'extension de la ville basse vers 1800, la ville occupe une surface de avec entre et habitants.
Vers 1850 av. J.-C., la cité état d’Ascalon (Ashquelon) est un port très actif sur la mer Méditerranée qui exporte les produits de l’arrière-pays. Elle est ceinte d’un mur de 2 km de circonférence, haut de 25 mètres, et la cité devait compter près de 15 000 habitants[réf. nécessaire].
La fin du Bronze moyen en Palestine est marquée par la destruction de plusieurs cités états et la nomadification d'une partie de la population.

##### Les Hyksos
Les attaques et infiltrations répétées ouvrent aux Hyksôs (dirigeants étrangers) la voie vers la partie orientale du delta du Nil où ils font d'Avaris leur capitale.
Les Hyksôs étaient probablement des princes cananéens et amorrites venus de Palestine. Selon Dominique Valbelle des données récentes[Quoi ?] montrent que leur langue n'appartenait pas à la famille des langues sémitiques.
Des tablettes égyptiennes les mentionnent comme des groupes d'éleveurs nomades et de marchands pratiquant le pillage. À cette époque, la Palestine, centre d'un empire placé sous l'autorité de la capitale hyksôs d'Avaris, atteint un niveau de civilisation remarquable. De puissantes fortifications entourent les résidences des roitelets palestiniens sans cesse en guerre les uns contre les autres et recourant à des chars de guerre tirés par des chevaux. De spacieuses demeures, comprenant cour intérieure et étages, ont été dégagées. Elles contrastent avec les masures qui leur sont contemporaines occupées par la masse de la population. Les tombeaux, creusés dans le roc, sont le plus souvent des sépultures familiales ; armes et bijoux de bonne qualité accompagnent les restes des défunts fortunés. Dans le domaine de la céramique, les formes imitent celles de vases de métal. On voit se répandre en Palestine une poterie dite "hyksôs", noire, lustrée et incrustée de pâte de calcaire blanche, ainsi que des travaux sur ivoire de grande qualité, ou encore la réputation acquise par les Cananéens dans la teinture en pourpre.
Vers le milieu du XVIe siècle av. J.-C., le pharaon Ahmôsis Ier, s'empara d'Avaris, chasse les Hyksos d'Égypte et les pourchasse dans le sud du pays. Il ne semble pas que la poursuite ait dépassé Sharouhen.

### Âge du bronze récent (-1550 à -1200)

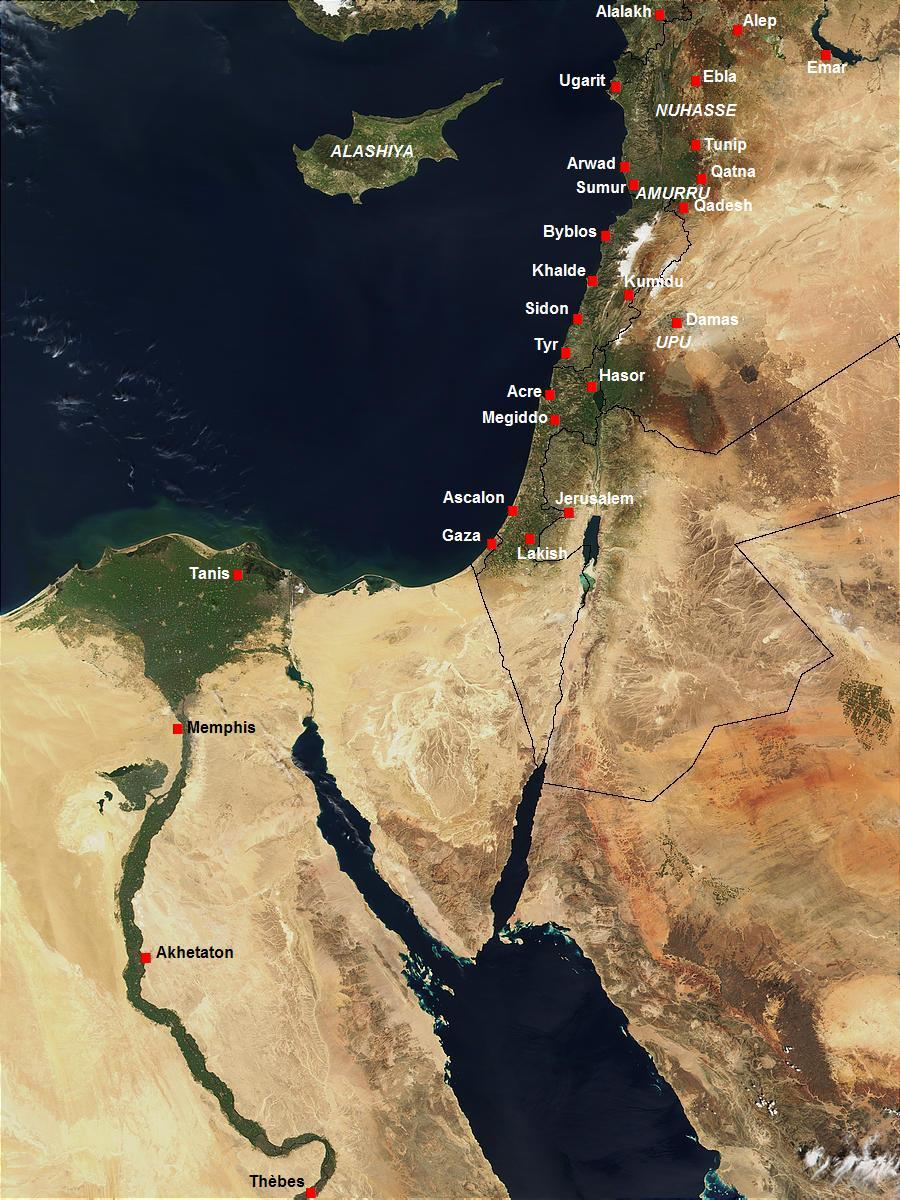
Localisation des principales cités du Levant de l'époque des archives d'Amarna.

L'âge d'or canaanéen a pris fin et cette période voit le déclin progressif de sa civilisation. L'emprise égyptienne est faible au début de cette période et se traduit par quelques excursions égyptiennes sporadiques jusqu'à l'expédition de Thoutmôsis III qui rétablit l'emprise sur le pays. Des monuments égyptiens parlent des Shasous, des populations pastorales nomades ou semi-nomades qu'ils rencontrent en Palestine.
Sous Akhenaton, les Lettres d'Amarna décrivent Canaan vers -1350 : le bas pays est contrôlé par des cités-États dans lesquelles se trouvent des garnisons égyptiennes. Les hautes terres sont partagées en territoires peu peuplés. Les dirigeants cananéens se plaignent des méfaits sur leurs territoires des Shasous (pasteurs nomades) et des Apirous (terme socio-économique employé pour qualifier les populations vivant en dehors ou à la marge des villes). Ils réclament de l’aide à l’Égypte. À ce moment, la présence égyptienne se fait peu sentir, au désespoir des dirigeants qui appellent à l'aide.
Les raids des Apirous et les conflits entre cités provoquent alors le déclin progressif de la civilisation cananéenne. Au cours du XIIIe siècle, de nombreuses villes sont détruites, ainsi Hazor décline progressivement jusqu'à la destruction de la dernière strate cananéenne.
Séthi Ier rétablit un pouvoir fort en Égypte, et sera plus présent en Palestine. Il réprime une rébellion cananéenne dirigée par les villes de Hanath et Pella. Il se bat ensuite en Syrie et contre le royaume d'Amourou. Son successeur Ramsès II mène également des campagnes en Palestine.
Environ 40 ans avant la fin du Bronze récent, la stèle de Mérenptah (-1207) atteste l'existence d'un peuple d'Israël en Canaan. Le fait que la mention d'Israël soit marquée d'un hiéroglyphe caractérisant un peuple et non un lieu-ville montre que les égyptiens percevaient ce peuple comme un groupe nomade ou semi-nomade à l'époque.

### Âge du fer: Les premiers états ethniques

#### Âge du fer I (-1200à -980)

##### Les Philistins
C’est lors de cet effondrement que se produit l'invasion, à grande échelle, de ce que l'on appelle les Peuples de la mer. Les Philistins sont les plus connus parmi ces peuples. Ce sont les plaines côtières qui sont touchées les premières, et aussi le plus sévèrement.
- Ramsès III (-1182, -1151) s’affronte durement avec les Peleset, un des peuples de la mer, et fait graver sur son temple une scène de bataille d’un réalisme dramatique.

##### Les Israélites
Les zones montagneuses sont, pour une raison géographique évidente, moins exposées aux Peuples de la mer. C'est dans ces régions montagneuses, vers -1200, que se sédentarisent les premiers Israélites, issus des populations semi-nomades du Bronze Récent. On observe ensuite une croissance régulière de cette population, qui se poursuit. Pour Pierre de Miroschedji, la culture israélite a émergé dans les collines du centre du pays, en continuité avec la culture cananéenne de l'époque précédente.

#### Âge du fer II (-980à -700)

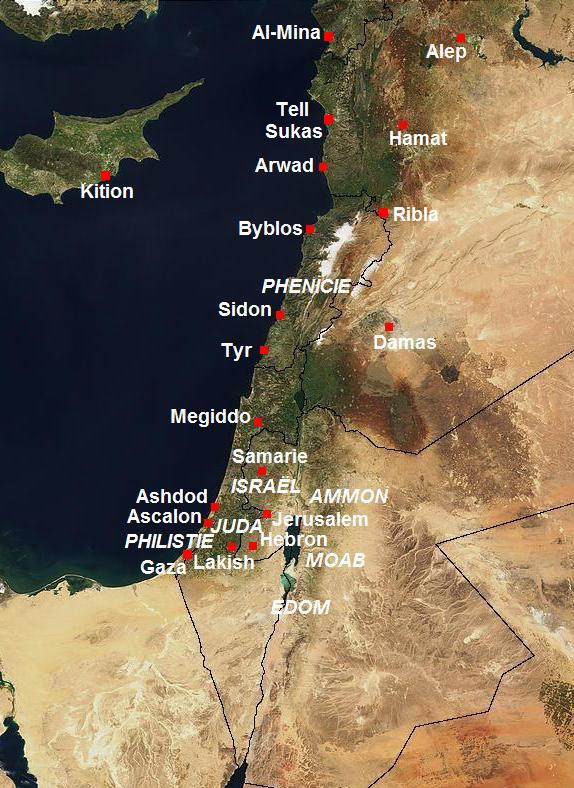
Localisation des principaux sites du Levant de la première moitié du Ier millénaire av. J.-C.

- Vers -1000, on estime la population à 40 000 habitants répartis sur 230 sites dans la moitié nord, mieux arrosée et proche des grandes voies de communication, pour 5 000 habitants répartis sur 20 sites dans la moitié sud (plus sèche et plus isolée).
- Le Xe siècle av. J.-C. est celui des rois David et Salomon, l'ampleur de leur royaume est actuellement débattue par les archéologues. La stèle de Tel Dan, postérieure à -900 (non datée exactement), vante les exploits de l’araméen Hazaël, roi de Aram-Damas : « J’ai tué [Jo]ram fils d’[Achab] roi d’Israël, et [j’ai] tué [Ahas]yahu fils de [Joram ro]i de la maison de David. Et j’ai réduit [leur ville en ruine et changé] leur terre en [désolation] ». La controverse sur l'existence de ces rois est ainsi conclue. L’archéologie a ainsi la preuve qu’il y a bien eu un roi David, et deux royaumes en Israël, la maison de David (la dynastie) étant différente de la maison d'Omri (désignation de la dynastie d'Israël dans les archives assyriennes).
- Sheshonq Ier attaque les principales cités du nord ainsi que la partie montagneuse d’Israël située juste au nord de Jérusalem. Il est traditionnellement associé au Shishak de la Bible qui mène une campagne en Palestine juste après le règne de Salomon. Plusieurs villes sont alors incendiées et détruites. L’épisode est relaté sur un mur de Karnak. Les inscriptions ne mentionnent pas Jérusalem (c’est un petit village) et ignorent complètement Juda. L’épisode se situe entre -950 et –900 et sa datation repose essentiellement sur les chronologies égyptiennes. Cette imprécision empêche donc d’étalonner le carbone 14 à cette occasion[15].
- La culture philistine du littoral méridional et la culture cananéenne des vallées du nord se poursuivent jusque vers –900 sans interruption et, dans le royaume des Omrides, une importante population cananéenne coexiste avec la population israélite : on ne peut donc pas définir l'histoire de la Palestine entre –1200 et -900 à partir de la seule culture israélite.
- Au royaume de Juda, après –900, d’imposantes citadelles sont construites à Lakish et Bet-Shemesh, une forteresse à Arad et une autre à Tel Beer Sheva, signant un essor économique, commercial et administratif au sud de Jérusalem.
- Selon la stèle de Mesha (–853), « Omri [était] roi d’Israël, et il opprima Moab pendant de nombreux jours… Et son fils lui succéda, et lui aussi il déclara “je vais humilier Moab.” Ainsi a-t-il parlé, sous mon règne… Et Omri prit possession de la terre de Medeba. Et il y habita pendant son règne, et la totalité des règnes de ses fils : pendant quarante ans. » Le royaume d’Israël, sous la dynastie des Omrides (-884, -842), a pour capitale Samarie. On y a dégagé une immense esplanade et un superbe palais de pierre taillée, le plus grand de la région, daté -900[16]. Le royaume, qui comprend toutes les grandes villes du nord, devient un véritable État avec une gestion administrative centralisée, la production à grande échelle de céréales et l’exportation, en grande quantité, d’huile d’olive et de vin, vers l’Assyrie en particulier. Les armées d’Hazaël mettent fin à la domination de ces puissants chefs militaires que sont les Omrides, comme à celle des Philistins (destruction de Gath).
- L'Assyrie envahit le royaume d’Israël en –720, anéantissant sa puissance économique et politique.

#### Âge du fer III (-732à -586)
- Vers -700, Jérusalem, modeste bourgade de 6 hectares, passe à 75 hectares en quelques décennies, et devient une ville importante protégée par une muraille. Sa population passe en peu de temps de 1 000 à 12 000 habitants et la population totale de Juda est alors estimée à 120 000 habitants[17]. Cette croissance spectaculaire s’explique par l’afflux de réfugiés en provenance du royaume d'Israël et par la collaboration commerciale de Juda avec l’Assyrie. Les jarres, de taille standardisée, portent des sceaux officiels, preuve d’un mode de production industriel et de la généralisation de l’écriture.
- Ézéchias (-715, -687) fait creuser un tunnel pour amener l’eau sous la ville, réalisation qui représente une grande prouesse technique, à laquelle la Bible fait allusion. Une inscription commémorative, en hébreu ancien, a été gravée. Destinée à être lue pour informer (alors que les stèles ont jusqu’ici une fonction magique qui explique le style laudateur à l’excès de leurs textes), elle prouve que Juda est désormais alphabétisé. Le nombre d’ostraca trouvés augmente d’ailleurs considérablement à partir de -800. Dans la Bible, les événements ont à partir de -700, un fondement historique précis, en rapport avec les données archéologiques.
- En -623, la puissance assyrienne s’effondre, les Assyriens se retirent de la région du nord. Le règne de Josias – descendant de David – couronné en -639, représente, pendant 30 ans, l’apogée de la monarchie israélite.
- Vers -600, Juda a 75 000 habitants, dont 15 000 à Jérusalem. Juda rêve d’étendre son influence sur le nord, de réaliser l’unité du peuple d’Israël, mais les visées égyptiennes sont contraires à ce projet[18]. L’Égypte est un bien grand voisin (2 800 000 habitants vers –1250). Cette concurrence constitue, pour la première fois en Juda, une raison réelle d’hostilité vis-à-vis de l’Égypte. Dans la Bible, l’Égypte est tantôt présentée comme un pays amical (Joseph), tantôt comme un pays hostile (Moïse).
- En -586, Nabuchodonosor (roi de Babylonie, c’est-à-dire de la Mésopotamie du centre) conquiert le royaume de Juda et Jérusalem, déporte le quart de la population à Babylone et détruit le Temple et la cité systématiquement. De cette période de l'exil à Babylone, il en résulte une première diaspora juive. Juda devient Jehoud, la Judée : une certaine vie des Jehoudim (les Israélites) subsiste sur les emplacements actuels de Ramallah et de Bethléem. Les fouilles permettent d’estimer à 30 000 habitants la population de la province de Jehoud qui entoure Jérusalem à cette époque.

## Périodes perse, hellénistique et romaine

### La période perse (-587à -333)
De 587 av. J.-C., la période perse s'étend jusqu'en 333 av. J.-C..

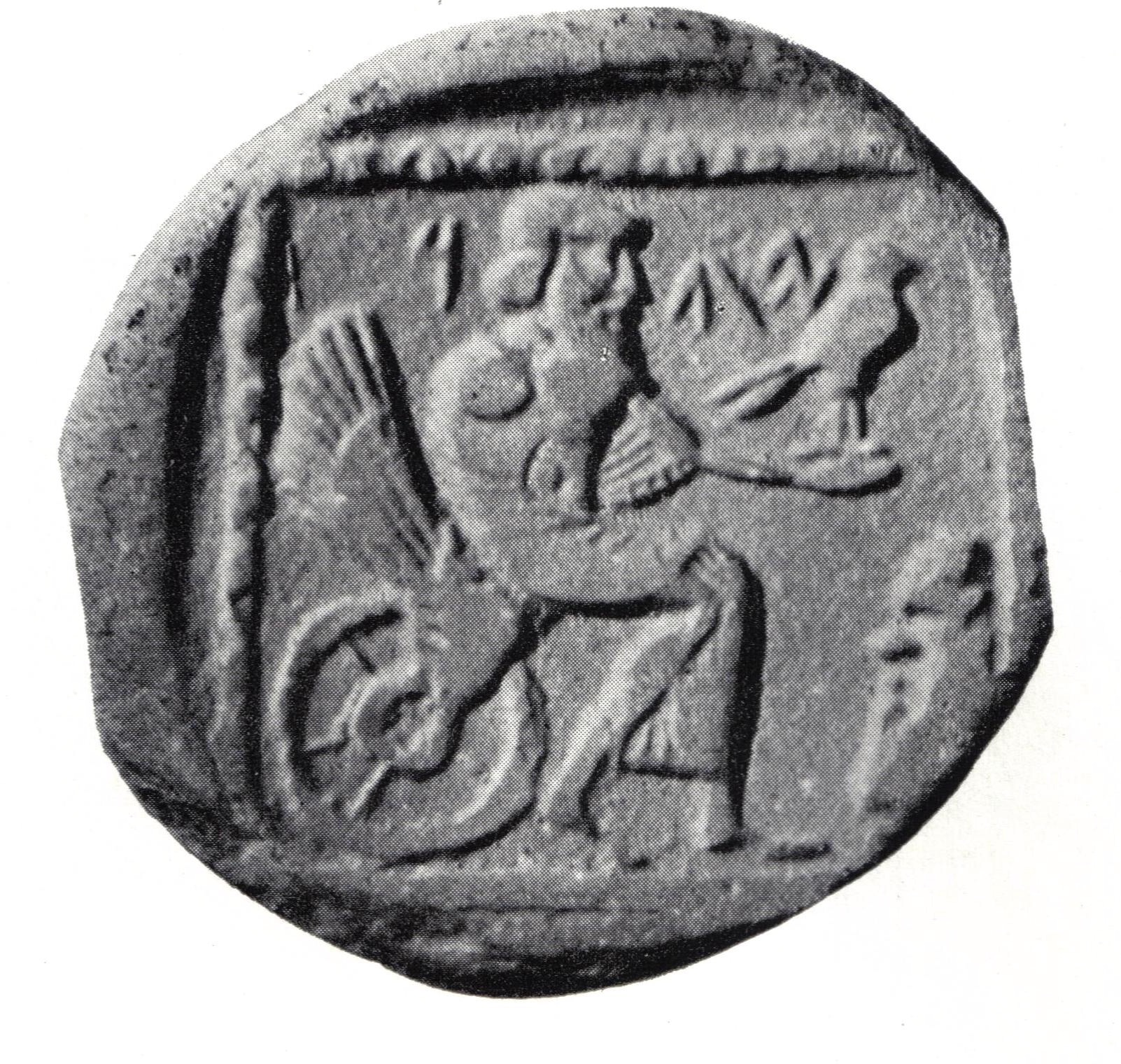
Pièce de monnaie hébraïque de la période perse trouvée à Gaza, v. 400 av. J.-C.. Inscription : YDH (Yehud : Judée).

- D'autres peuples commencent à cette période à s'installer alors en Samarie, parmi lesquels les Edomites, les Ammonites et les Moabites[réf. nécessaire].
- En 539 av. J.-C., Cyrus le Grand, roi de Perse, fait la conquête de Babylone et de ses provinces. Il autorise la même année par un édit les Israélites à retourner en Judée, mais la situation économique n'y est pas très favorable et beaucoup restent dans l’empire perse, aidant parfois financièrement ceux qui choisissent de revenir en Judée. Ces derniers, au nombre de 4 000 habitants environ d'après les archéologues[19] (soit seulement 10 % des chiffres avancés par Ezra 2), reconstruisent le Temple de Salomon (selon la Bible, d'abord l'autel des sacrifices dès 538 av. J.-C. puis le temple lui-même entre 520 et 515 av. J.-C.). D'autres parties de la ville détruite, dans laquelle certains Israélites étaient déjà retournés clandestinement, sont rebâties.
- Cette épreuve pour la communauté judéenne en exil, soldée par un renouveau religieux en Palestine, permet l'émergence véritable du judaïsme.
- Une importante communauté juive se développe à Éléphantine en Égypte. Elle nous est connue en détail par une riche collection de papyri écrits en araméen.
- Jusqu'au IVe siècle av. J.-C., grâce aux libertés qui règnent dans l’empire perse achéménide, la Judée et la Samarie deviennent plus florissantes. Le grand prêtre de Jérusalem est nommé administrateur de la province perse de Judée, ce qui fait d’elle une théocratie. Toute trace de la monarchie davidique a disparu. L'araméen ayant été adopté par les souverains achéménides sous l'administration babylonienne, cette langue se propage en Palestine et, en Judée, elle prend une importance de plus en plus grande au détriment de l'hébreu. C'est alors que se généralise le terme « Judéens » pour désigner les enfants d'Israël et qui donnera « juifs » en français.

### La période hellénistique (-333à -134)
En 333 av. J.-C. : Alexandre le Grand de Macédoine, vainc les Perses, s'ouvrant ainsi la voie vers la Syrie. Après Tyr et Gaza en 332 av. J.-C., il pénètre en Égypte où il fonde Alexandrie en 331 av. J.-C., puis entame la conquête de la Judée et des terres entre l'Égypte et l'Inde, obligeant les peuples à lui faire acte d'allégeance.
La Palestine semble alors connaître un temps de paix et la Judée s'hellénise partiellement, de nombreux Grecs s'y installent et leur culture influence profondément les domaines sociaux, philosophiques mais également religieux. La communauté juive devient minoritaire d'autant plus que de nombreux juifs partent par milliers s'installer dans les nombreuses cités de l'empire, depuis la mer Noire jusqu'à la mer Égée, mais surtout dans la nouvelle capitale d'Alexandrie (voir : Histoire des Juifs de l'Égypte hellénistique et romaine). Ces migrations prennent une telle importance qu'on les désigne sous le nom collectif de diaspora (en grec, « dispersion »). À cette période, la Bible commence à être traduite en grec, traductions qui formeront la Septante. Des synagogues sont édifiées dans les grandes villes.
Après la mort d'Alexandre, en 323 av. J.-C., Ptolémée Ier s’empare de la Judée par une série de campagnes (320, 312, 302 et 301 av. J.-C.). Selon Agatharchide il prend Jérusalem au cours d’une de ces campagnes. Selon Appien, il déporte en Égypte de nombreux prisonniers judéens et samaritains, accompagnés d’exilés volontaires comme Ézéchias (grand-prêtre ou gouverneur des monnaies). Les Juifs passent sous la domination des Lagides.
Jérusalem reste sous l’autorité des grands-prêtres de la famille des Oniades : Onias Ier, après la mort d’Alexandre, Simon Ier, son fils, sous Ptolémée Ier, Manassé, oncle d’Éléazar, Onias II, fils de Simon Ier sous Ptolémée IV et V, Simon II, son fils vers 224 av. J.-C. et Onias III sous Séleucos IV. Le grand-prêtre verse un tribut aux Lagides.
Sous la domination lagide, la Palestine connaît une période de prospérité. Chaque province devient une hyparchie (Ammanitis, Samareitis, Galaaditis), divisée en nomes. Le pouvoir est divisé entre le stratégos pour les affaires politiques et militaires, le diokétès pour l’administration royale et les oikonomoi pour les impôts et les intérêts personnels du roi. Ces hommes sont directement contrôlés par le gouvernement d’Alexandrie. Les lagides, comme les Séleucides, fondent ou refondent des villes sur le modèle de la polis grecque : Ptolémaïs (Akko), Scytopolis (Beth-Shéan), Marissa (Marésha), Philadelphie (Rabbat-Ammon).
L’araméen cesse d’être la langue officielle de l’administration au profit du grec pour les relations avec le gouvernement central et de l’hébreu pour l’usage local.
La Judée devient l'enjeu de conflits incessants entre l'Égypte lagide et la Syrie séleucide. En 198 av. J.-C., le roi Antiochos III de Syrie écrase les Égyptiens à la bataille de Panion, et annexe définitivement la Judée à ses territoires et tente d'en imposer l'hellénisation.
La Judée sort épuisée des « Guerres de Syrie ». Antiochos III participe à la reconstruction du pays et se montre plus généreux avec les villes ou pays qui se sont ralliés rapidement. À Jérusalem, il décrète une contribution royale pour la rénovation du Temple. Selon l'historien Flavius Josèphe, Antiochos III accorde aux Juifs une charte définissant le statut théocratique du peuple juif. Il confirme la validité de la Loi pour les Juifs, exempte le Sénat (gérousia), les prêtres et le personnel du temple de la capitation, de l’impôt coronaire et de l’impôt sur le sel. Pour faciliter le repeuplement de la ville, il exempte ou allège les impôts des habitants et fait libérer ceux qui ont été réduits en esclavage avec restitution de leurs biens.
Cependant, les tensions avec les Romains se multiplient et le successeur d'Antiochus III ne renouvelle pas cette charte. En 167 av. J.-C., le roi Antiochos IV interdit la religion juive et consacre l'autel du Temple de Jérusalem à Zeus.
Selon les livres des Maccabées, repris par Flavius Josèphe, le soulèvement juif contre l'hellénisme s'organise sous la direction du prêtre Mattathias et de ses fils, fondateurs de la dynastie hasmonéenne. Au terme d'un rude conflit militaire, les hasmonéens, qui ont fait appel aux Romains en 164 av. J.-C. et qui profitent de l'affaiblissement du pouvoir séleucide, sont victorieux, obtiennent l'abrogation des mesures qui ont provoqué le soulèvement. Judas Maccabée conduit alors des expéditions punitives envers les non-Juifs et les Juifs hellénisés. Les grands prêtres désignés sont favorables à la culture hellénique, ce qui provoque des conflits avec les adversaires des Grecs qui finissent par céder. Ces derniers nomment en 152 av. J.-C. Jonathan grand-prêtre.

### La période hasmonéenne (-134à -63)
C'est avec le petit-fils de Jonathan, Jean Hyrcan Ier (134-104), que les Juifs connaissent une période d'indépendance sous la forme de la dynastie monarchique et sacerdotale hasmonéenne.
Le nouveau royaume annexe la Samarie et l'Idumée et leurs habitants adoptent le judaïsme, contraints en partie. Au Ier siècle av. J.-C., le trône de Judée est l'enjeu d'un grave conflit entre les deux princes hasmonéens Hyrcan II et Aristobule II. Le gouverneur Antipater s'allie avec les Romains qui étaient restés depuis un siècle dans la région, et en 63 av. J.-C., le général romain Pompée entre à Jérusalem.
Les manuscrits de la mer Morte datent de cette période. Ils ont été déposés dans des grottes à proximité de Jéricho, au cours de la première révolte juive contre les Romains (vers 70). Par ailleurs, le grec est devenu la langue internationale au Proche-Orient comme dans l'ensemble du monde « civilisé » à côté de l'araméen qui ne s'estompe qu'à partir du VIIe siècle de l'ère commune.

### La période romaine (-63à 324)

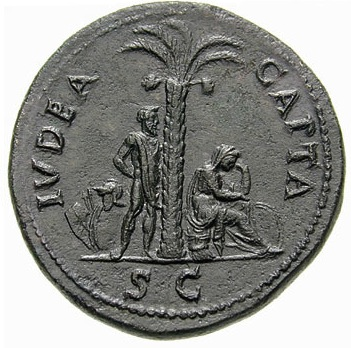
Sesterce sous Vespasien, 71 ap. J.-C. Inscription : Judaea Capta (Judée conquise).

Elle s'étend de 63 av. J.-C. à 324 ap. J.-C. et se prolonge, sans solution de continuité, dans la brillante période byzantine.
Les historiens distinguent usuellement deux périodes, la première concernant les deux derniers siècles de la Jérusalem juive, jusqu'à la fin de la guerre d'Hadrien 135, puis l'époque de la païenne Ælia Capitolina, se clôturant sur la victoire de Constantin, en 324.
- En 63 av. J.-C., Pompée prend Jérusalem. Hyrcan II reste grand prêtre, Antipater, son ministre gouverne la Judée.
- À partir de 47 av. J.-C., le royaume de Judée est directement soumis à l'Empire romain. Le gouverneur Antipater prend le titre de procurateur. La loi romaine s'étend sur la Judée.
- En 37 av. J.-C., Hérode Ier le Grand, le fils d'Antipater devient roi de Judée. Dans un premier temps, aucun juif n'avait pu prétendre à la royauté, le plus haut grade leur étant accordé étant celui de grand prêtre ou d'ethnarque. Mais Hérode s'impose parmi ceux à même de défendre les intérêts romains en Judée, devenant roi allié à l'empire. À la fin de son règne, son royaume s'étend sur la Judée jusqu'à la mer Morte, entre Massada et Sodome, et des parties de la Transjordanie. En administrateur et helléniste passionné, il fait construire gymnases, théâtres, piscines et autres lieux de rassemblements, ainsi que des temples en l'honneur de l'empereur romain. Il aménage également Massada et la colline de l'Hérodion (proche de Bethléem) pour en faire des forteresses, celles-ci accueillent alors les plus anciennes synagogues connues, celle de l'Hérodium qui est datée de la Première révolte juive, et celle de Massada du début du règne d'Hérode
- En 20 av. J.-C., Hérode s'attache à bâtir à la place du modeste temple que les Juifs ont érigé à leur retour d'exil, un nouveau temple, dit Temple d'Hérode. Le culte s'y établit dès l'an 18 av. J.-C., mais l'aboutissement de la réalisation ne se fera qu'en 64 ap. J.-C., quelques années avant la Première révolte juive, qui verra la destruction de ce monument. Hérode tarde cependant à se faire reconnaître des Juifs, qui lui reprochent ses origines étrangères et son alliance avec Rome qu'il applique dans un despotisme souvent brutal.
- Avec la déposition d'Hérode Archélaos, la Judée devient une province romaine. Le régime procuratorien dure 60 ans jusqu'à la Première révolte juive - interrompu de 41 à 44, ce qui correspond au règne d'Hérode Agrippa Ier. Toutefois, jusqu'au règne de l'empereur Claude, le titre des gouverneurs de Judée est préfet.
- Parmi les procurateurs qui se succèdent jusqu'en 41, le mandat de Ponce Pilate (26-36) reste associé dans les textes religieux des Évangiles à la mort de Jésus-Christ. Son préfectorat se termine peu après le massacre de Samaritains qu'il ordonne. Nous savons en effet aujourd'hui que Ponce-Pilate était préfet et non procurateur. L'erreur s'est probablement diffusée dans les différents textes, au fil des recopies effectuées dans les monastères, à partir de l'évangile attribué à Luc considéré comme le texte de référence.
- Considéré au départ comme une secte juive, le christianisme s'étend rapidement parmi les juifs hellénisés, qui considèrent Jésus-Christ comme le Sauveur (en hébreu Yeshua), le Messie attendu et annoncé par les Prophètes. Cependant cette nouvelle religion se propage avec beaucoup plus de force et de foi vers Rome et l'Europe qu'en Judée même, où le judaïsme, fondement et source du monothéisme, est largement suivi par la population. Les religieux réagissent fortement en refusant tout laxisme dans l'observance des formes de la religion traditionnelle.
- Au début de l'ère chrétienne, la population de Judée, renommée Syrie-Palestine, est composée en majorité d'habitants d'origine grecque, en partie judaïsés, d'un tiers de juifs autochtones, et de quelques groupes de Nabatéens.
- De 41 à 44 ap. J.-C., Hérode Agrippa Ier règne sur les terres du royaume d'Hérode, légèrement modifiées. À sa mort, l'empereur Claude fait du royaume du défunt une province administrée par un procurateur romain. La situation devient tendue entre Romains et Juifs qui les accusent de despotisme et des incidents éclatent.
- En 66 ap. J.-C., lors du prélèvement effectué sur le trésor du Temple, des émeutes éclatent, qu'attisent les Zélotes. Elles constituent la Première révolte juive, de 66 à 70. Proclamé empereur en 70, le général Vespasien, envoyé par l'empereur Néron, confie à Titus son fils, la mission de terminer les opérations engagées contre les Juifs. Les bastions juifs tombent les uns après les autres, le Temple de Jérusalem, après plusieurs mois de siège en 70, est incendié, la forteresse de Massada est vaincue en 73. De nombreux juifs sont vendus comme esclaves.
- En 72 ap. J.-C., est fondée Flavia Neapolis, l'actuelle ville de Naplouse. La province est devenue indépendante de celle de Syrie et est régie par un légat.
- Vers la fin du Ier siècle, le canon hébraïque de la Bible est fixé à Yavné, après la destruction du Temple. Pour les versions grecques, voir Traductions de la Bible.
- L’empereur Hadrien ordonne de rebâtir Jérusalem sous le nom d'Ælia Capitolina en l'honneur de Jupiter. En 135, les troupes romaines écrasent dans le sang une révolte menée par Shimon bar Kokhba. Jérusalem est rasée. Elle est déclarée cité romaine et interdite aux Juifs sous peine de mort. Le royaume de Judée est définitivement aboli et intégré dans une nouvelle province romaine nommée Syrie-Palestine. Pour supprimer toute allusion au peuplement juif de la Judée, les Romains utilisent le nom « Palaestina », un mot de la même racine que Philistin[25].
- Les Juifs de Palestine se regroupent en Galilée et autour du lac de Tibériade où s'établit le Sanhédrin.

### La période byzantine (324 à 638)

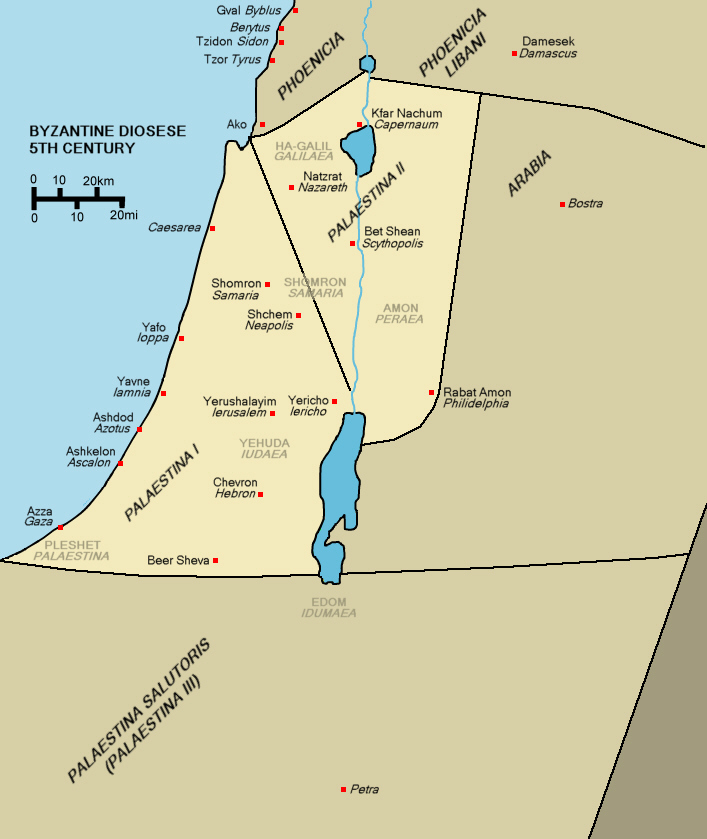
Découpage administratif de l'Empire byzantin, suivant les limites des diocèses de Palaestina Prima et Palaestina Secunda, vers la fin du IVe siècle.

- À partir du IIIe siècle, sous l’influence des chrétiens qui sont devenus de plus en plus puissants, surtout après l'adoption du christianisme par l’empereur Constantin Ier au IVe siècle, la Palestine prend un statut moral particulier en étant considérée comme Terre sainte.
- Constantin et spécialement sa mère Hélène, qui vient en pèlerinage sur place, détruisent les sanctuaires païens établis sur les lieux saints et établissent des basiliques sur le site du Saint-Sépulcre et de la Nativité à Bethléem. D'autres basiliques et sanctuaires sont construits et le pèlerinage en Terre Sainte se développe, ainsi que le monachisme (saint Jérôme de Stridon se retire à Bethléem pour y traduire la Bible en latin : la Vulgate).
- La Palestine byzantine connaît, comme le reste de la partie orientale de l'Empire, une floraison culturelle et économique alors même que l'Empire d'occident disparaît.
- Les empereurs byzantins de Constantinople s'y intéressent de très près. Au VIe siècle, les chrétiens sont majoritaires en Palestine, aux côtés desquels on trouve une forte minorité juive, des Arabes païens et une petite communauté samaritaine.
- Vers la fin du IVe siècle, Rabbi Mouna et Rabbi Yossi achèvent la compilation du Talmud de Jérusalem
- En 425, l'empereur Théodose II supprime le patriarcat du Sanhédrin

## La période arabe (638 à 1096)
- 638 : Le Calife Omar (634-644), conquiert les territoires de Syrie et la Judée. Jérusalem tombe après deux ans de siège. La cité de Jérusalem est un lieu sacré de l’islam, car selon les musulmans, Mahomet aurait été transporté, lors d’une nuit miraculeuse, de La Mecque à « la plus éloignée des mosquées ». Dans ce lieu — d'après certaines traditions musulmanes et bien que le nom de Jérusalem n’apparaisse jamais dans le Coran — il a fait son ascension au paradis : c’est l’épisode du isra' (voyage nocturne) et du Mi’radj (ascension). Les Arabes autorisaient les Juifs et les Chrétiens à rester dans Jérusalem.
- En 691, La « Coupole du Rocher », l'un des plus beaux monuments de l’architecture islamique, est construite à Jérusalem, sur l'emplacement de l'ancien temple juif détruit par les romains.
- En 702 est construite la mosquée al-Aqsa, près du nouveau Dôme du Rocher.
- Salih ibn Ali, le Wali d’Égypte est nommé gouverneur de la Palestine, il sera confirmé par le nouveau Calife en 755.
- 792-793 : Guerre civile entre tribus bédouines Mudhar et Yamani.
- Au Xe siècle, la dynastie régnante des Fatimides s’oppose aux attaques turques, bédouines et byzantines.
- Le géographe arabe al-Muqaddasi, né à Jérusalem en 942, définit la Palestine comme le territoire s’étendant de la plaine côtière à la steppe, à travers la montagne, puis la dépression du Jourdain.
- En 972, le calife Fatimides al-Mu'izz, (953-975), étendit son empire sur l’Égypte, la Palestine et une partie de la Syrie.
- De 1090 à 1272, les haschischins, secte politico-religieuse dissidente du courant ismaélien, font régner la terreur dans les États du Proche et du Moyen-Orient. Ils prônaient l’élimination physique des ennemis de la Vérité, et tuèrent de nombreux dignitaires Turcs seldjoukides, Abbassides, Sunnites, Fatimides et croisés chrétiens.

## Le temps des croisades (1096 à 1244)

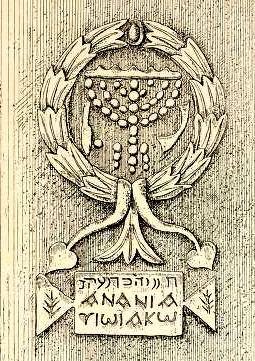
Bas-relief réutilisé (aujourd'hui détruit), trouvé en 1870 sur la Grande mosquée anciennement église des Croisés de Gaza, indiquant en grec et en hébreu : « A Hanania fils de Jacob ».

- De 1096 à 1099, première croisade des chrétiens en Terre sainte.
- En 1098, Jérusalem est prise par les Fatimides
- le 15 juillet 1099, Jérusalem est prise par les Croisés, une grande partie des habitants musulmans et juifs sont massacrés.
  - Le royaume franc de Jérusalem est fondé, il va durer deux siècles. Godefroy de Bouillon (1061-1100) est proclamé roi.
- En 1100, le roi Godefroy de Bouillon désireux avant tout de protéger les intérêts de l’Église dans l’État latin en formation, choisit lui-même de porter le titre d’avoué du Saint-Sépulcre, car il ne voulait pas ceindre une couronne d’or là où le Christ avait porté une couronne d’épines.
- Le 18 juillet 1100, le roi Godefroy de Bouillon meurt tué par une flèche empoisonnée, selon le chroniqueur Ibn al-Qualanissi, alors qu’il dirigeait les opérations du siège d’Acre, mais selon les chroniqueurs francs il serait mort de la peste.
- En juin 1101, bataille de Ramla, lors de laquelle, le nouveau roi Baudouin Ier, avec ses 260 chevaliers et son infanterie, écrase l’armée égyptienne du général-émir al Sawla al Qavasi.
- En mai 1102, bataille de Ramla près de Jaffa, lors de laquelle 20 000 guerriers égyptiens débarquent et prennent par surprise le roi Baudouin et ses chevaliers qui sont massacrés. Le roi réussit à se sauver, mais Jérusalem se retrouve sans défense, or curieusement les Égyptiens ne tentent rien et repartent.
- En 1103 : Le roi Baudouin Ier prend les cités de Haïfa, de Jaffa et de Saint-Jean-d'Acre.
- En 1108 : Arrivée en Palestine de Bertrand de Toulouse et d’escadres de mercenaires génois, dans le but de prendre Tripoli et Beyrouth au Liban.
- En 1111, le gouverneur palestinien d’Ascalon, propose au roi Baudouin Ier, un tribut versé par les Palestiniens de la ville, en contrepartie de l’éviction des fonctionnaires égyptiens, et de la fourniture d’une garnison franque pour les protéger, mais en juillet les Égyptiens contre-attaquent et massacrent le gouverneur et 300 guerriers francs.
- En 1113 :
  - Les armées syriennes de Mawdûd, atabek de Mossoul, et de Tughtekin, émir de Damas, attaquent les bourgs francs de Galilée. Le roi Baudouin Ier les rencontre lors de la Bataille de Sinn al'Nabra qu’il perd, mais il est sauvé par l’arrivée de renforts d’Antioche et de Tripoli, et finalement les Syriens se retirent.
  - Le roi Baudouin Ier répudie son épouse 'Arda, fille du prince Taphnuz, qu’il soupçonne d’infidélité, et épouse Adélaïde de Sicile qui le rejoint en Palestine avec une dot de sept navires chargés d’or et d’objets précieux.
  - Officialisation de la fondation de l’ordre des Hospitaliers de Saint-Jean de Jérusalem, Ordre créé avant les croisades vers 1070.
- En 1115, Tughtekin de Damas s’allie au roi Baudouin pour contrer l’armée du sultan Mohammed de Bagdad.
- En 1117, le roi Baudouin Ier répudie sa deuxième épouse après l’avoir ruinée.
- En 1118 :
  - En mars, le roi Baudouin Ier part conquérir l’Égypte avec 216 chevaliers et 400 fantassins ; il traverse le Sinaï mais meurt de maladie à El-Arich le 2 avril. Le nouveau roi est Baudouin, comte d’Édesse, sous le nom de Baudouin II.
  - L’ordre des Pauvres Chevaliers du Christ est créé par les chevaliers Hugues de Payns et Godefroy de Saint-Omer, afin d’assurer la garde du défilé d'Athlit, le chemin d’accès le plus dangereux pour les pèlerins.
    - Le nouveau roi de Jérusalem, Baudouin II, leur octroie une partie de son palais, à l’emplacement du Temple de Salomon.
    - En l’honneur de ce lieu hautement symbolique, ils prennent le nom d’ordre du Temple en 1119, créé avec sept autres chevaliers français : André de Montbard, Gondemare (pt), Godefroy, Roral, Payen de Montdésir, Geoffroy Bisol et Archambaud de Saint-Agnan. André de Montbard était le neveu de Saint-Bernard qui a écrit lui-même la règle de l’Ordre. Jusqu’en 1291 et la chute de Saint-Jean-d'Acre, les Templiers vont gagner, en Terre Sainte, une aura très importante.
- En 1147 et 1148, désastreuse deuxième croisade qui finit par rejoindre Jérusalem.
- En août 1153, les Templiers, par la prise de la cité d’Ascalon, marquent leurs ambitions d’obtenir un véritable pouvoir temporel.
- À l’exception de l’époque de la désastreuse deuxième croisade, la Palestine connaissait depuis la mort du roi Baudouin Ier en 1118 des années de paix relative et de relation de bon voisinage entre chrétiens et musulmans. Beaucoup d’anciens croisés épousèrent des femmes arabes et adoptèrent nombre de coutumes orientales, et d’intenses échanges commerciaux se développèrent avec les ports italiens. Il n’y eut pas de conversion forcée au christianisme, mais des persécutions contre les Juifs qui choisirent l’exil en grand nombre et disparurent presque de Palestine.
- Dans les années 1180, le plus puissant seigneur du monde musulman était le sultan d’Égypte, Salâh al-Dîn, dit Saladin. Il dominait une grande partie du Levant et avait en général de bons rapports avec les chrétiens. Lors de la bataille de Hattin (Attîn), Saladin battit les chrétiens et finalement entra en vainqueur à Jérusalem en octobre 1187. Cet évènement dès qu’il fut connu en Europe entraîna l’appel à la troisième croisade.
- En 1189, l’empereur Frédéric Barberousse, le roi de France Philippe Auguste et le roi d’Angleterre Richard Cœur de Lion, unirent leurs forces et formèrent une très importante armée, l’armée des Rois. Cependant Frédéric Barberousse se noya, et Philippe Auguste quitta la croisade après la prise de Saint-Jean-d'Acre. Resté seul, Richard Cœur de Lion accomplit des prodiges mais finalement, en 1192, avant de repartir, il négocia une trêve avec Saladin, aux termes de laquelle, Jérusalem restait définitivement aux mains de Saladin, les pèlerins chrétiens étaient autorisés à s’y rendre librement et les « Francs » conservaient les ports du Levant, ainsi que Chypre.
  - En 1192, le roi de Jérusalem Conrad de Montferrat est tué par les haschischins.
  - Avec la défaite des Croisés et la victoire de Saladin, la communauté juive redevint plus nombreuse, surtout dans les villes côtières.
- En 1211-1212, 300 rabbins d'Europe émigrent en Palestine
- En 1228 et 1229, l’empereur germanique Frédéric II, excommunié, organisa sa propre croisade en Terre sainte, et, essentiellement par la diplomatie, il obtint la restitution de Bethléem, de Nazareth et de Jérusalem.
- En 1244, les musulmans reprennent définitivement Jérusalem.

## La domination turque

### Domination mamelouke puis ottomane (1244 jusqu'auXVIIIesiècle)
- Après Saladin, aux XIIIe et XVIe siècles, les Mamelouks égyptiens, créés en 1230, prennent en 1250 le pouvoir en Égypte et contrôlent la Palestine.
  - Durant cette période, la Palestine, accueille des réfugiés arabes chassés par l’avancée des Mongols sur l’Irak et la Syrie, et vers la fin du XVe siècle, elle accueille les réfugiés juifs chassés d’Espagne. Beaucoup d’entre eux s’installent en Afrique du nord et en Galilée, et vont être à l’origine du rayonnement intellectuel et religieux de la ville de Safed.
- En 1516, le sultan turc Sélim Ier d'Istanbul conquiert la Palestine qui va devenir durant 4 siècles, jusqu'en 1917, une des provinces arabes de l’Empire ottoman, un an avant l'Égypte, mais il laisse aux milices mamelouks le pouvoir au niveau local, avec le titre de Bey. Voir Sandjak de Gaza (1516-1916).
- Intégrée dans l’empire Ottoman, la Palestine connaît au XVIe siècle un bon développement économique, au contraire de l’Égypte. Les cités et lieux de cultes sont rénovés, toutes les communautés voient leurs populations croître. Les Ottomans autorisent les juifs à se réinstaller en Palestine, fuyant les persécutions (notamment d'Espagne).
- En 1701-1703, Mehmed Pacha Kurd Bayram (en), pacha de Damas, tente d'appliquer la politique modernisatrice des vizirs Köprülü dans les sandjaks de Gaza, Jérusalem et Naplouse, ce qui se traduit par un alourdissement des taxes. En 1703-1705, la Palestine se révolte (en) contre le pacha sous la conduite du naqib al-ashraf Muhammad ibn Mustafa al-Wafa'i al-Husseini, chef des descendants du prophète Mahomet à Jérusalem. Les rebelles chassent le sous-gouverneur ottoman mais se divisent en factions rivales.
- Les Ottomans reprennent Jérusalem en 1705 ; le naqib est capturé et exécuté à Constantinople en 1707. Les fonctions de naqib al-ashraf et de mufti sont transférées à une autre branche chérifienne, les Ghudayya, qui reprend le nom de famille al-Husseini et domine la vie sociale de la Palestine jusqu'au milieu du XXe siècle[27].
- De 1740 environ à 1775, le nord de la Palestine (eyalet de Sidon) est dominé par Dahir al-Umar qui établit sa capitale à Tibériade puis Acre ; il développe l'économie de la région mais il est exécuté en 1775. Certains de ses partisans se rallieront aux Français de Bonaparte[28].

### LeXIXesiècle
- Le général Napoléon Bonaparte, durant sa campagne d'Égypte, mène campagne en Palestine et assiège Saint-Jean-d'Acre. Les Français trouvent quelques concours parmi les anciens partisans de Dahir al-Umar et les chiites mais se heurtent à la résistance des tribus naplousiennes[28]. Pendant le siège d'Acre, le 20 avril 1799, Bonaparte aurait rédigé une proclamation à la Nation juive l'appelant à reprendre son indépendance et combattre aux côtés des Français ; l'authenticité de cette proclamation est douteuse et elle n'est connue que par une traduction allemande[29].

- 1831 : Conquête par l'Égypte de Méhémet Ali[30]. Première Guerre égypto-ottomane
- 1834 : Révolte de la Palestine contre l'administration égyptienne[31].
- 1840 : Deuxième Guerre égypto-ottomane, l'intervention des puissances occidentales oblige Méhémet Ali à restituer la Syrie et la Palestine aux Ottomans. Ceux-ci mettent en place un nouveau système de prélèvement de l'impôt, plus efficace fiscalement mais qui affaiblit l'autorité des chefs des villages en faveur des notables urbains et paupérise la population paysanne[30].
- 1866 : Le Suisse Henri Dunant (1828-1910), fondateur de la Convention de Genève et de la Croix Rouge, constitue La société nationale universelle pour le renouvellement de l'Orient, et lance un appel suggérant que les colonies juives naissantes en Palestine soient déclarées diplomatiquement neutres, tout comme la Suisse.
- 1869 : Construction de la première route carrossable entre Jaffa et Jérusalem[32].
- 1873 : Les territoires allant de Ramleh-Jaffa, au nord, jusqu’à l’Égypte, au sud, relèvent désormais directement des autorités de Constantinople. Jusque-là, la Judée et la Samarie relevaient de l’administration de Damas, alors que la Galilée relevait de Beyrouth.
- 1881 : L'assassinat du tsar Alexandre II entraîne une vague de pogroms en Russie et marque le début de la première vague d’immigration juive ou Première Aliyah. Des Juifs venus de Russie, de Roumanie et du Yémen viennent s’installer en Palestine. Le baron Edmond de Rothschild se met à acheter de la terre en Palestine et finance le premier établissement « sioniste » à Rishon LeZion (Le Premier à Sion). Arrivée des premiers émigrants juifs sionistes, les Amants de Sion. Éliézer Ben-Yehoudah, le père de l'hébreu moderne, arrive à Jaffa en septembre 1881.Dirigeants de l'association Menuha et Nahala (he) à Varsovie qui ont acheté des terres en Palestine pour la fondation de Rehovot. De droite à gauche : Matityahu Cohen, Eliahu-Zeev Levin-Epstein, Zeev Gluskin et Eliezer Kaplan, 1890-1892[33]

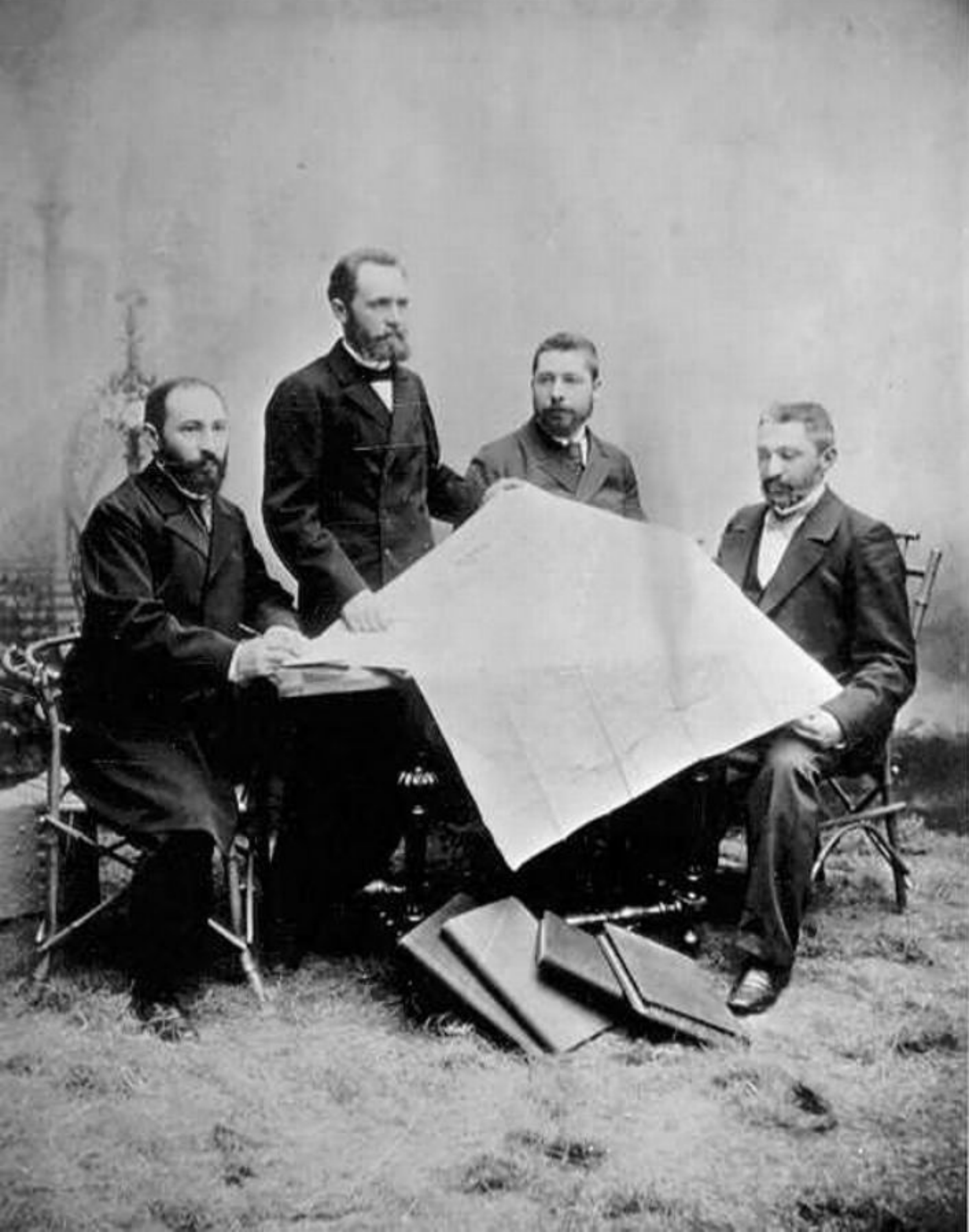
Dirigeants de l'association Menuha et Nahala à Varsovie qui ont acheté des terres en Palestine pour la fondation de Rehovot. De droite à gauche : Matityahu Cohen, Eliahu-Zeev Levin-Epstein, Zeev Gluskin et Eliezer Kaplan, 1890-1892

Les voyageurs occidentaux décrivent la Palestine comme un pays fermé et hostile aux étrangers. Sauf à Acre qui est une « échelle » commerciale, et à Jérusalem, ville de pèlerinage, ils ne peuvent circuler qu'incognito, en habit oriental : les routes sont à peine praticables aux cavaliers tandis que les habitants, qu'ils soient musulmans, druzes ou chrétiens, les soupçonnent d'espionnage ou de sorcellerie et ils s'exposent à être pillés par les Bédouins.
Les juifs ashkénazes originaires d'Europe centrale et orientale, les juifs sépharades originaires d'Espagne, d'Afrique du Nord et de Turquie et les juifs mizrahim, originaires du Moyen-Orient, sont de condition modeste et se concentrent dans des quartiers à Jérusalem, Hébron, Safed et Tibériade. Ils ne représentent au total qu'une minorité (hormis dans ces villes). La population arabe vit à 70 % dans des petits villages dans les collines, à proximité des sources et des puits, où, métayers, ils vivent d'une agriculture traditionnelle. Les grands propriétaires terriens vivent dans les villes et, pour certains, à Beyrouth, Damas et Paris. C'est à eux, principalement, que les terres seront achetées, privant ainsi les métayers de leur outil de travail.

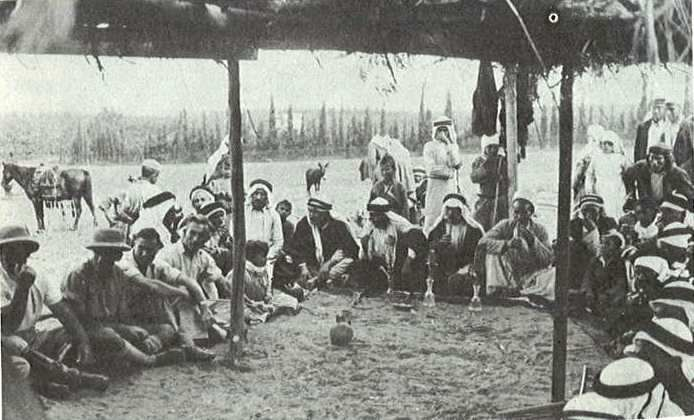
Propriétaires arabes et acheteurs juifs fêtant ensemble la vente et l'achat de terres (date inconnue av. 1953)

Dans les milieux ouvriers juifs socialistes européens, des quêtes sont organisées pour l'achat de terres en Palestine, des gravures d'époque présentent ces quêtes populaires.
Le sionisme moderne est né dans les milieux juifs ouvriers qui influenceront directement le style de vie des nouveaux arrivants : une société proche des idéologies socialistes et des méthodes collectivistes soviétiques, en créant des collectivités semblables aux kolkhozes russes (coopératives agricoles de production qui avait la jouissance de la terre qu'elle occupait et la propriété collective des moyens de production), où tout est mis en commun au service de la communauté. Dans les campagnes, ces collectivités appelées kvoutza, modernisées ensuite par le kibboutz et le mochav, coexistant avec un secteur privé.
- 1883 : le baron Edmond de Rothschild en Palestine favorise l'implantation de colonies juives.
- 1890 : Début de la deuxième vague d’immigration juive en provenance de Russie.
- 1892 : Ouverture du chemin de fer de Jaffa à Jérusalem (en)[32].
- 1896 : Les idées de Theodor Herzl se concrétisent. Bien qu'en public, il prétende que l'arrivée des Juifs n'apporterait que des bienfaits matériels, il est conscient du problème que pose la présence de la population arabe en Palestine, mais il se garde d'en parler[36].
- 1899 : Création du Fonds pour l'implantation juive, chargé de générer le financement des activités pour l’achat de terres en Palestine.
  - Le baron Edmond de Rothschild décide du transfert de ses colonies en Palestine à la JCA (Jewish Colonization Association).

Dans la même période (1883-1920), plusieurs groupes d’Algériens fidèles d’Abdelkader immigrent en Palestine. D’autres groupes les avaient précédés dans les années 1830. Quatre villages algériens ont été recensés par le PEF : Deishum, Kafr Sabt, Mazar (Madhar) et Olam, les premiers villages construits étant abandonnés dans les années 1870. Six petits villages ont été fondés en Galilée.

### Déclin et chute de l'Empire ottoman
- 1901 : l'administration ottomane fonde la ville nouvelle de Bir es-Seba pour favoriser la sédentarisation des Bédouins.
- 1905 : Le 7e Congrès sioniste, adopte le principe d’une installation en Palestine.
- 1908 : Ouverture près de Jaffa du « Bureau palestinien » destiné à organiser l’achat de terres par le Dr Arthur Ruppin (1876-1943), ainsi que du Palestine Land Development Company (PDLC).
  - En mars, incidents à Jaffa entre Juifs et Arabes.
- 1909 : Fondation d’un petit bourg juif à proximité de Jaffa qui deviendra la ville nouvelle de Tel Aviv.
  - Création du premier kibboutz : Degania.
  - La notion de « travail juif », au cœur de la philosophie socialiste, conduit à l'exclusion des Arabes de l'économie juive. Cette politique exacerbe l'hostilité des Arabes envers le sionisme. Paradoxalement plus ouverts, les riches propriétaires terriens utilisent la main d'œuvre arabe, moins chère et plus expérimentée[38].
- 1910 : À Jerusalem, sur une population totale de 73 700 personnes, 47 400 sont juifs, 9 800 musulmans, 16 500 chrétiens. (En 1860, sur 18 000 personnes, on comptait déjà 8 000 juifs, 6 000 musulmans et 4 000 chrétiens)

- 1915 : En pleine guerre, le Royaume-Uni, la France et la Russie planifient dans le plus grand secret le partage du Proche-Orient et définissent les contours de leurs zones d’influence. Ils pensent que la Palestine est un cas particulier, du fait de l’enjeu symbolique que constituent les lieux saints, et doit bénéficier d’un « statut international ».
  - Création du Nili.

- 1916 :

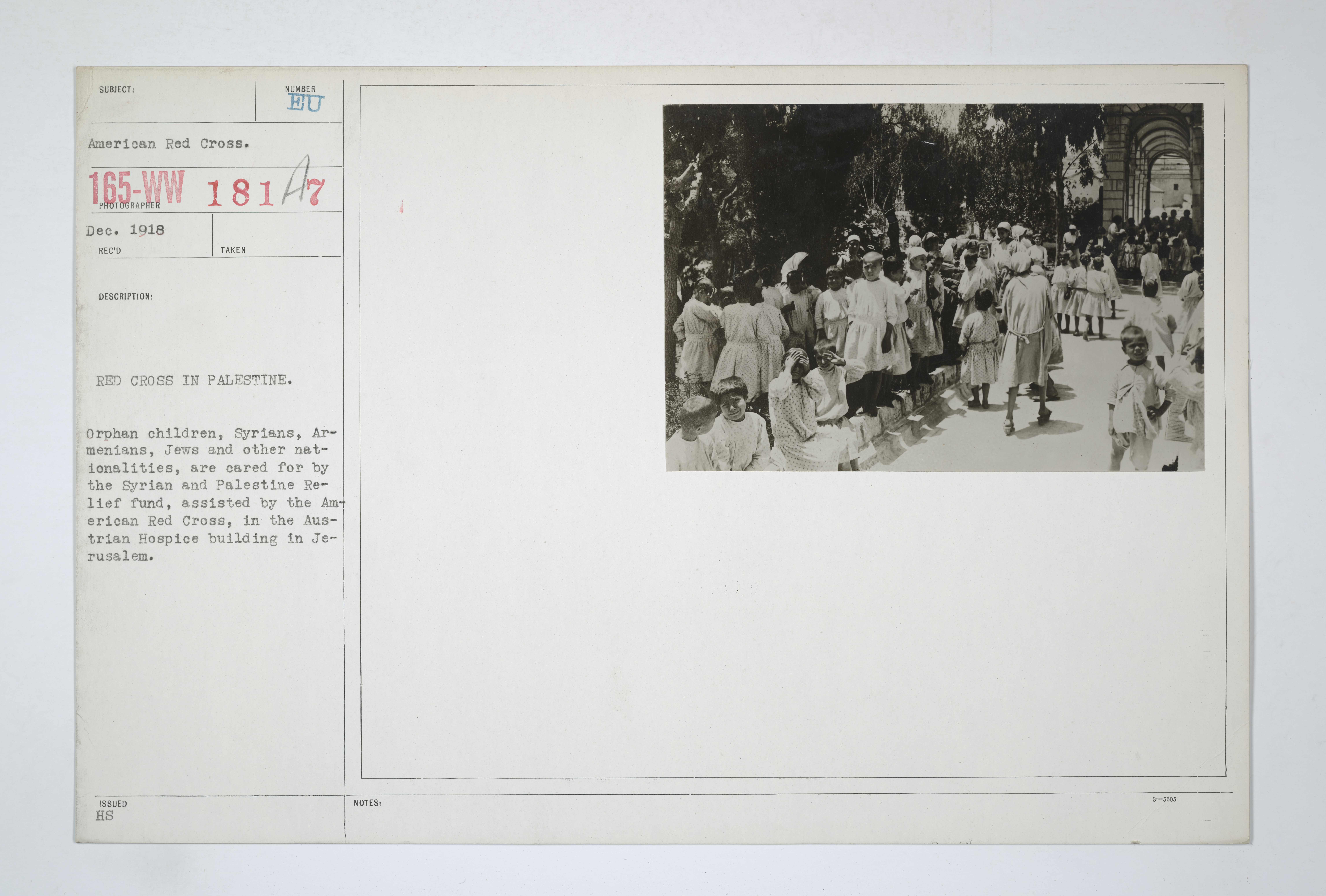
Orphelins syriens, arméniens, juifs, pris en charge par la Croix-Rouge américaine à Jérusalem, 1917-1918.

  - L’accord Sykes-Picot redéfinit la nouvelle carte géopolitique du Moyen-Orient. La Palestine est définie comme zone internationale, comprenant Saint-Jean-d'Acre, Haïfa et Jérusalem.
  - Révolte arabe (jusqu'en 1918) pour libérer la Péninsule arabique de l'occupation ottomane.
- 1917 :
  - 2 novembre : Arthur Balfour, ministre britannique des Affaires étrangères par sa déclaration, adressée au Baron Edmond de Rothschild au Royaume-Uni, promet au peuple juif, mais à certaines conditions, comme le respect des populations déjà présentes dans la région, la création d’un « foyer national juif » sur la terre de Palestine, mais il ne s’agit pas encore d’un État juif.
  - Décembre : Le général Edmund Allenby remporte la bataille de Jérusalem et entre dans la ville sainte.
- 1918 : Bataille de Megiddo (septembre), les Britanniques chassent les Ottomans de Palestine.

## Époque contemporaine

### La domination britannique (1917-1947)
- En 1919 :
  - Rencontre entre l'émir Fayçal et Chaim Weizmann le 3 janvier ; la possibilité d'une coopération judéo-arabe apparaît. L’émir Fayçal envisage favorablement la venue des Juifs en Palestine et la fondation d’un Foyer national juif.
  - La commission King-Crane envoyée par la conférence de la paix de Paris enquête sur les vœux des populations ; les Arabes de Palestine se prononcent à une large majorité pour un rattachement au royaume arabe de Syrie. La conférence n'en tiendra aucun compte.
- En 1920 :

- - À la conférence de San Remo, la déclaration Balfour est incluse dans les attendus du mandat britannique sur la Palestine que la Société des Nations approuvera deux années plus tard. Par cet acte, le Royaume-Uni choisit de soutenir le sionisme plutôt que l'arabisme pour imposer son contrôle sur la Palestine.
  - 4 avril : Lors de la fête traditionnelle musulmane de Nabi Moussa, transformée en manifestation pour l’unité syrienne (le projet d'un grand état arabe unifié sur tout le Moyen-Orient), des violences éclatent entre Juifs et Arabes, et la situation tourne à l’émeute.
  - Sir Herbert Samuel est nommé haut-commissaire du Mandat britannique sur la Palestine.

- En 1921 :

Drapeau de la Palestine mandataire.

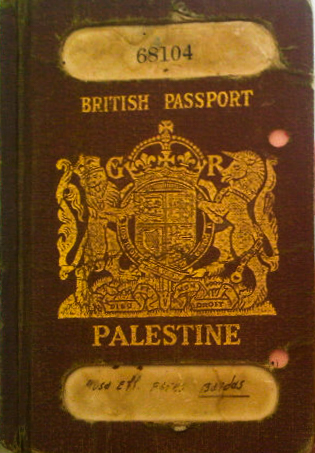
Passeport britannique de la Palestine mandataire.

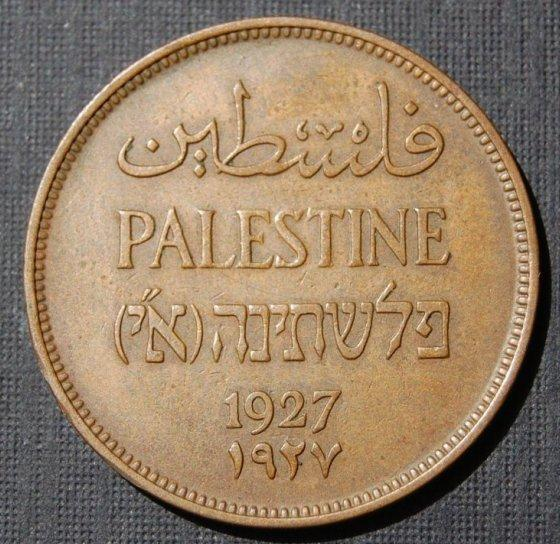
Monnaie de 1927.

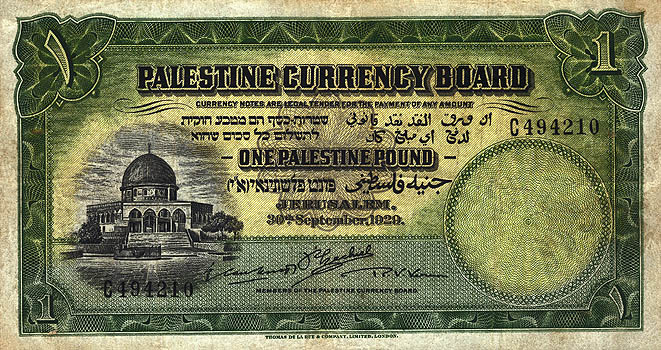
Billet de banque de 1929.

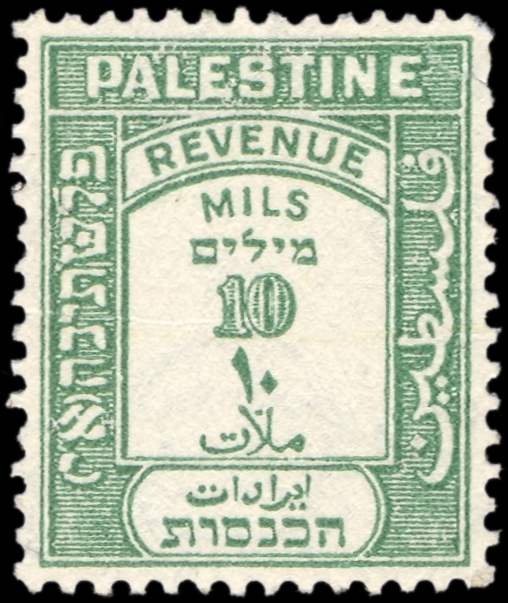
Timbre poste de 1928.

  - De passage à Jérusalem, le jeune secrétaire d’État britannique aux Colonies, Winston Churchill, reçoit une délégation islamo-chrétienne qui lui déclare : « Si les sionistes n’étaient venus en Palestine que comme des hôtes, ou si les choses en étaient restées à ce qu’elles étaient avant la guerre, il n’y aurait pas de problème Juifs et de non-Juifs. Mais c’est l’idée d’une Palestine transformée en un Foyer national juif que les Arabes rejettent et combattent ».
  - Les mouvements palestiniens refusant de cautionner la construction d’un « Foyer national juif », ils rejettent toute participation aux institutions politiques du mandat britannique, à l’exception de la gestion des affaires religieuses.
- 1922 : Premier livre blanc : la Transjordanie (partie orientale du territoire mandataire britannique) devient un émirat autonome. Elle est soustraite à l’immigration juive.
- 1924 : Début de la 3e vague d’immigration de Juifs en provenance essentiellement de la Pologne.
- 1925 : Fondation par Vladimir Jabotinsky du Mouvement révisionniste (ainsi nommé parce qu'il demande la réinsertion de la Transjordanie dans la Palestine mandataire)[39].
- 1928 : la Palestine vivait jusqu’en 1926 dans un calme relatif, mais la communauté juive - le yichouv - traverse depuis une crise profonde. Le tarissement de l’immigration juive permet même à certains[Qui ?] de parler de « banqueroute du projet sioniste ». Cette année-là, la commémoration par les juifs sionistes de la destruction du Temple par les Romains se radicalise et est ressentie comme une provocation par la communauté musulmane. De nombreux incidents ont lieu près du mur des Lamentations. Des rumeurs commencent à circuler, au sujet d’un complot juif, dont le but de s’emparer de l'esplanade des Mosquées.
- 1929 : 
  - La rumeur aboutit à des émeutes qui prennent des allures de pogrom anti-juif; massacres à Hébron puis à Safed : 113 juifs tués et 339 autres blessés. Pourtant, l'émigration reprend, et de nombreux juifs d’Europe centrale continuent d’arriver en Palestine, apportant des capitaux et achetant de plus en plus de terres arabes. C’est le début de la 5e Alya.
  - Création de l’Agence juive exécutif de l’Organisation Sioniste Mondiale en Palestine Mandataire (OSM).
- 1930 : Publication du second Livre Blanc britannique, prévoyant de limiter pour la première fois l’immigration des Juifs en Palestine.
- 1931 : Deuxième recensement britannique. La Palestine compte 175 000 Juifs et 880 000 Arabes (pour 84 000 Juifs et 760 000 Arabes lors du premier recensement en 1922)[40]. En 1939, la Palestine comptera 1 070 000 Arabes et 460 000 Juifs[41].
- En 1933 :
  - Adolf Hitler accède au pouvoir en Allemagne ; l'accord Haavara est mis en place entre la fédération sioniste et le gouvernement allemand du Troisième Reich pour faciliter l'émigration des Juifs allemands.
  - en octobre, à Haïfa, des émeutiers arabes s’en prennent aux autorités britanniques qu’ils considèrent comme responsables des progrès du sionisme.
- 1934 : Début de la Hapa'alah, entreprise d’immigration illégale de réfugiés juifs alors que leur nombre dépasse les quotas imposés par les Britanniques.
- Automne 1935 : une révolte populaire arabe éclate, avec une nette coloration d’islam populiste et de guerre sainte, menée par le cheikh Izz al-Din al-Qassam. Après sa mort, en novembre, une grève générale est lancée pour obtenir l’arrêt de l’immigration juive et la vente des terres aux juifs. Elle se prolongera jusqu’en octobre 1936.
- En 1936 : Début de l’opération Homa Oumigdal (murailles et tour), qui est une entreprise d’implantations aboutissant, de 1936 à 1939, à 51 nouvelles localités créées chacune en une seule nuit.
- Avril 1936 : La révolte arabe, soutenue par le grand mufti de Jérusalem, Mohammed Amin al-Husseini, se généralise après la grève générale. Les Britanniques et les Juifs sont visés par de nombreux attentats.
- 1937 :
  - La commission britannique Peel propose un projet de partition de la Palestine entre Juifs et Arabes (15 % du territoire à l'État juif). Le gouvernement britannique finit par accepter le principe de cette recommandation. Il s’agit là du premier texte suggérant le partage du pays entre Juifs et Arabes. Malgré le soutien de Ben Gourion, l'Agence juive rejette le plan, tout comme les dirigeants palestiniens.
  - Des groupes armés arabes s’en prennent aux Britanniques, aux Juifs et aux « traîtres arabes ». Les Britanniques mènent une dure répression, et en deux années réussissent à vaincre et à décapiter ce mouvement national palestinien.
  - L'Irgoun commet, en 1937 et 1938, une série d'attentats à la bombe contre les foules et les bus arabes en représailles contre les attentats arabes. Ces actions font environ 250 victimes civiles arabes[42].
  - David Ben Gourion se rallie à la thèse, largement débattue, du « transfert » : « Le transfert obligatoire [nous] apporterait une immense région [pour la colonisation]. […] Je suis en faveur d'un transfert obligatoire et je n'y vois rien d'immoral. »[43].
- 3 mai 1939 : Publication du 3e Livre Blanc (de MacDonald) :
  - Celui-ci prévoit que « au terme de la période de cinq ans, aucune immigration juive ne sera plus autorisée, à moins que les Arabes de Palestine ne soient disposés à y consentir »[44].
  - Par ailleurs, « le gouvernement de Sa Majesté déclare aujourd’hui sans équivoque qu’il n’est nullement dans ses intentions de transformer la Palestine en un État juif. [il a le] désir […] de voir s’établir finalement un État de Palestine indépendant »[44].
  - Ce projet officiel semble entraîner la fin des espoirs sionistes, et provoque une nette dégradation des relations entre l'Agence juive (l'exécutif sioniste en Palestine), et le gouvernement britannique.
- 1941 : « Le Grand Mufti de Jérusalem, Amin al-Husseini, rencontra plusieurs dirigeants nazis dont Adolf Hitler et Heinrich Himmler, espérant les amener à adopter la cause arabe et même à étendre leurs mesures anti-juives aux Juifs de Palestine. Lors de sa réunion avec Hitler, en novembre 1941, al-Husseini obtint d'Hitler la promesse que « l'objectif allemand serait (…) la destruction des éléments juifs résidant dans la sphère arabe » »[45]. Le Mufti soutiendra les forces de l'Axe jusqu'à la fin de la Seconde Guerre mondiale. La majorité des Palestiniens et des Arabes ne suivront pas le Mufti[46],[47].
- 6 mars 1942 : À la conférence de Biltmore, qui réunit l'Agence Juive et les délégués sionistes américains, David ben Gourion annonce que l'objectif officiel du sionisme est la création d'un « commonwealth juif », une « patrie des Juifs »[48]. C'est la première revendication d'un état indépendant, l'Agence juive s'étant jusqu'alors gardée d'affronter la puissance mandataire sur ce point, en restant à la revendication plus consensuelle et plus floue d'un « foyer national juif » autonome.
- Février 1944 : l'Irgoun, organisation armée sioniste issue de la droite sioniste, rompt le cessez-le-feu qu'elle respectait depuis 1940 du fait de la guerre, et lance une campagne d'attentats contre les Britanniques, qui durera jusqu'en 1948. Le Lehi, une dissidence de l'Irgoun, reprend aussi ses opérations anti-britanniques. Les attaques, en combattant les deux points les plus rejetés du Livre blanc de 1939 visent à permettre une libre émigration juive en Palestine afin de modifier le rapport de force démographique, et à empêcher la création de l'état palestinien unitaire qui était envisagé. Un troisième objectif s'y ajoute progressivement : le départ des Britanniques.
- 8 août 1944, le haut commissaire britannique pour la Palestine (gouverneur), sir Harold Mac Michael, très impopulaire dans le Yichouv[49], échappe à une tentative d'assassinat du Lehi.
- 1946 : la Transjordanie acquiert son indépendance et devient le royaume hachémite de Jordanie.
- 22 Juillet 1946 :Attentat de la milice juive dirigée par Menahem Begin (Irgoun) contre le QG britannique à l'hôtel du Roi David à Jérusalem ayant  fait 91 morts et 46 blessés, qui est à l'origine de l'abandon de son mandat au profit des instances de l'ONU .
- Juillet 1947 : le bateau Exodus est expulsé des côtes de Palestine vers l’Europe, portant à son bord 4 500 survivants de la Shoah, suscitant un important mouvement de sympathie international.
- 18 février 1947 : Devant l'augmentation des attentats commis par les organisations armées sionistes (surtout Irgoun et Lehi, et dans une moindre mesure Haganah), les Britanniques annoncent l'abandon de leur mandat sur la Palestine.
- 28 avril - 13 mai 1947 : La SDN ayant attribué ce mandat, c'est à son successeur, l'ONU, qu'il appartient de décider des conséquences de la fin du mandat. Une commission d'enquête est créé l'UNSCOP (United Nations Special Committee on Palestine), composé de représentants de 11 états (Australie, Canada, Guatemala, Inde, Iran, Pays-Bas, Pérou, Suède, Tchécoslovaquie, Uruguay, Yougoslavie). Dans un souci de neutralité, aucune des grandes puissances de l'époque ne fut représentée.
  - L'UNSCOP considère deux options. La première était la création d'États juif et arabe indépendants, avec la ville de Jérusalem placée sous contrôle international. La seconde consistait en la création d'un seul État fédéral, contenant à la fois un État juif et un État arabe.
  - L'Agence juive coopère largement avec l'UNSCOP, mais le Haut Comité arabe (représentant les Palestiniens arabes) refuse, considérant que « les droits naturels des Arabes de Palestine sont évidents et ne peuvent continuer à faire l'objet d'enquête »[50], et critiquant l'absence de prise en compte de l'idée d'un état indépendant unitaire. Ce sont les états arabes qui défendent la position palestinienne.
  - Sur le principe, les représentants de la jeune Ligue arabe rejettent toute division de la Palestine mandataire, et réclament une indépendance unitaire[50]. La fin de l'immigration juive est demandée, les Juifs déjà installés et ayant « acquis légalement la nationalité palestinienne [auraient] les mêmes droits [que les] Arabes »[51]. Hamid Frangié, un représentant libanais, indique à l'UNSCOP qui demande des précisions sur ce dernier point que « les Juifs entrés illégalement en Palestine ou n'ayant pas demandé la nationalité - au total, d'après lui, 400 000 personnes, soit les deux tiers des immigrants - seraient […] expulsés »[52]. Pour le Haut comité arabe, « l'affrontement en Terre sainte met aux prises, non deux légitimités, mais des autochtones avec des colons étrangers »[53].
- Le 29 novembre 1947, l'Assemblée générale de l'ONU vote à la majorité des 2/3 et le soutien des grandes puissances (États-Unis, URSS, France) une résolution sur le partage de la Palestine.
  - Deux états, un juif et un arabe, sont créés. Le territoire israélien proposé couvre 55 % de la Palestine mandataire (voir Carte du plan de partage), qui abriterait une population de 498 000 Juifs sur 650 000 (37 % de la population totale de la Palestine), plus une minorité de 407 000 Arabes sur 1 237 000. À l'époque du vote, 7 % du territoire de la Palestine avait déjà été acquis en propriété foncière par la population juive grâce au financement par des mécènes et aux collectes de fonds.
  - Le territoire des deux états ne comprend pas Jérusalem, où vivent 100 000 Juifs supplémentaires aux côtés de 105 000 Arabes, et dont le statut prévu est celui de zone internationale[54].
  - Les Britanniques se sont abstenus, souhaitant préserver leurs intérêts dans le monde arabe sans s'opposer aux Américains.
  - L'Agence juive soutient le plan, lequel est rejeté par la droite nationaliste sioniste : Parti révisionniste, Irgoun et Lehi.
  - Les pays arabes votent contre le plan, et quittent la salle du vote après celui-ci[55]. Toutes les organisations politiques palestiniennes s'opposent au plan, à l'exception du parti communiste, qui s'aligne sur Moscou.
  - Bien que la principale objection soit la création d'un état pour des « colons étrangers[53] », la partie arabe critique aussi de façon plus technique le tracé de la frontière. Celui-ci a en effet été dessiné de façon à englober le maximum de villages juifs à l'intérieur de l'État juif, la réciproque n'étant pas respectée. La frontière englobe enfin 55 % du territoire palestinien, les Juifs ne représentant à l'époque que 37 % de la population.

| 1922 [1] | 752 048   | 589 177 | 78,34 | 83 790  | 11,14 | 71 464  | 9,50 | 7 617  | 1,01 |
| 1931 [2] | 1 033 314 | 759 700 | 73,52 | 174 606 | 16,90 | 88 907  | 8,60 | 10 101 | 0,98 |
| 1931 [3] | 1 036 339 | 761 922 | 73,52 | 175 138 | 16,90 | 89 134  | 8,60 | 10 145 | 0,98 |
| 1932 | 1 073 827 | 778 803 | 72,52 | 192 137 | 17,90 | 92 520  | 8,61 | 10 367 | 0,97 |
| 1933 | 1 140 941 | 798 506 | 69,99 | 234 967 | 20,59 | 96 791  | 8,48 | 10 677 | 0,94 |
| 1934 | 1 210 554 | 814 379 | 67,27 | 282 975 | 23,38 | 102 407 | 8,46 | 10 793 | 0,89 |
| 1935 | 1 308 112 | 836 688 | 63,96 | 355 157 | 27,15 | 105 236 | 8,04 | 11 031 | 0,85 |
| 1936 | 1 366 692 | 862 730 | 63,13 | 384 078 | 28,10 | 108 506 | 7,94 | 11 378 | 0,83 |
| 1937 | 1 401 794 | 883 446 | 63,02 | 395 836 | 28,24 | 110 869 | 7,91 | 11 643 | 0,83 |
| 1938 | 1 435 285 | 900 250 | 62,72 | 411 222 | 28,65 | 111 974 | 7,80 | 11 839 | 0,83 |
| 1939 | 1 501 698 | 927 133 | 61,74 | 445 457 | 29,66 | 116 958 | 7,79 | 12 150 | 0,81 |
| 1940 | 1 544 530 | 947 846 | 61,37 | 463 535 | 30,01 | 120 587 | 7,81 | 12 562 | 0,81 |
| 1941 | 1 585 500 | 973 104 | 61,38 | 474 102 | 29,90 | 125 413 | 7,91 | 12 881 | 0,81 |
| 1942 | 1 620 005 | 995 292 | 61,44 | 484 408 | 29,90 | 127 184 | 7,85 | 13 121 | 0,81 |
| 1. Recensement britannique de 1922 2. Recensement de 1931 en Palestine mandataire 3. Les estimations à partir de cette date, sont considérés comme du 31 décembre de chaque année. |           |         |       |         |       |         |      |        |      |

### Du vote des Nations unies aux Armistices (1947-1949)
- Dès le lendemain de l'adoption du plan de partage par l'ONU, les manifestations de joie de la communauté juive sont contrebalancées par les manifestations d'opposition arabe dans tout le pays[59]. En effet, de graves affrontements ont déjà lieu et dans tout le Proche-Orient, les extrémistes islamistes s'en prennent aux communautés juives[60].
- Le 1er décembre, le Haut Comité arabe décrète une grève générale de 3 jours[61].

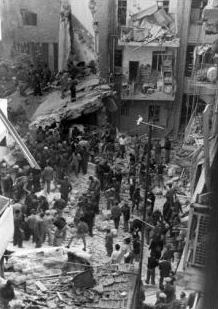
Rue Ben Yehuda à Jérusalem après l'attentat du 22 février 1948.

- Décembre 1947 : un « vent de violence »[62] va rapidement et spontanément s'installer, annonciateur de la « guerre civile[63] ». Dans toutes les zones mixtes où vivent les deux communautés, à Jérusalem et Haïfa en particulier, attaques, représailles et contre-représailles de plus en plus violentes se succèdent. Les tirs isolés évoluent en batailles rangées ; les attaques contre le trafic se transforment en embuscades. Des attentats de plus en plus sanglants se produisent, auxquels répondent à leur tour des émeutes, des représailles et d'autres attentats.
- 8 janvier 1948 (ou 10 janvier selon Yoav Gelber)[64] : entrée en Palestine de l'Armée de libération arabe de Quawukji, formée de volontaires arabes et palestiniens, à l'époque environ 1 500 hommes[65].
- Dans la nuit du 20 au 21 janvier, une troupe composée de 700 Syriens, en tenue de combat, bien équipée et disposant de transports mécanisés entre en Palestine « via la TransJordanie »[66].
- Le 27 janvier, une « bande de 300 hommes, venant de l'extérieur de la Palestine, s'est établie dans la région de Safed en Galilée et est probablement responsable des attaques intensives au mortier et à l'arme lourde de la semaine contre la colonie de Yechiam »[66].
- Janvier 1948 - mars 1948 :
  - les attaques menées par les nationalistes palestiniens et les volontaires arabes se généralisent, sous le nom de « guerre des routes ». Les communications entre implantations juives et avec la Jérusalem juive deviennent difficiles. Les forces juives sont sur la défensive.
  - En mars, rédaction du plan Daleth par la Haganah, lequel prévoit « destruction de villages […]. En cas de résistance, les forces armées doivent être détruites et la population expulsée en dehors des frontières de l'État hébreu ». Des nouveaux historiens comme Ilan Pappé ou Walid Khalidi le considèrent comme un plan de « nettoyage ethnique », alors que Benny Morris ou Yoav Gelber le considèrent plutôt comme un plan limité à la gestion des affrontements autour des « bases ennemies »[67].
  - Première vague de réfugiés : environ 70 000 Palestiniens arabes, essentiellement des membres des couches moyennes et supérieures, qui partent pour l'étranger dans l'attente de la fin des combats.
- Début avril 1948, la Haganah, principale milice clandestine, dépendant de l'Agence juive (le gouvernement du Yichouv), reçoit sa première grosse livraison d'armes en provenance de Tchécoslovaquie (en quelques mois, sous la direction de Yigaël Yadin, elle deviendra une véritable armée professionnelle).
  - Début de la contre-attaque des forces sionistes : décidée par Ben Gourion, l'Opération Nahshon est lancée le 2 avril par la Haganah pour dégager la Jérusalem juive avec laquelle les communications sont devenues très difficiles.
  - 9 avril, l'Irgoun et le Lehi, assistés par la Haganah, prennent le village de Deir Yassin. Après le retrait de la Haganah, un massacre est commis contre les civils. Le massacre est condamné par l'Agence juive et les dirigeants de la Haganah[68][réf. non conforme], mais sans sanctions judiciaires.
  - Courant avril, la Haganah conquiert Tibériade et Haïfa, puis, par l'opération Yiftah sous la direction de Yigal Allon, Safed, pendant que l'Irgoun s'empare de Jaffa.
  - Yigal Allon lance une campagne de guerre psychologique[69].
  - En un mois et demi (avril-mai), les villages arabes tombent les uns après les autres.
  - Seconde vague de l'exode palestinien. D'après un rapport du Shai (service de renseignement militaire de la Haganah) daté du 30 juin 1948[70], 391 000 personnes sont parties depuis décembre 1947, ce qui estime la seconde vague à 320 000 réfugiés. Le rapport indique : « au moins 55 % du total de l’exode ont été causés par nos opérations [de la Haganah] […], [l’Irgoun et le Lehi] ont directement causé environ 15 % de l’émigration ». Deux pour cent des départs seulement seraient des expulsions directes, chiffre considéré comme sous-estimé par Morris, qui l'évalue plutôt à 10 %.
- Le 14 mai 1948, Ben Gourion lit la Déclaration d'indépendance qui proclame la création de l'État d'Israël. À ce stade, le gouvernement contrôle la bande côtière Ashkelon-Haïfa, la Jérusalem juive, le vallée de la Jézréel et la haute vallée du Jourdain.

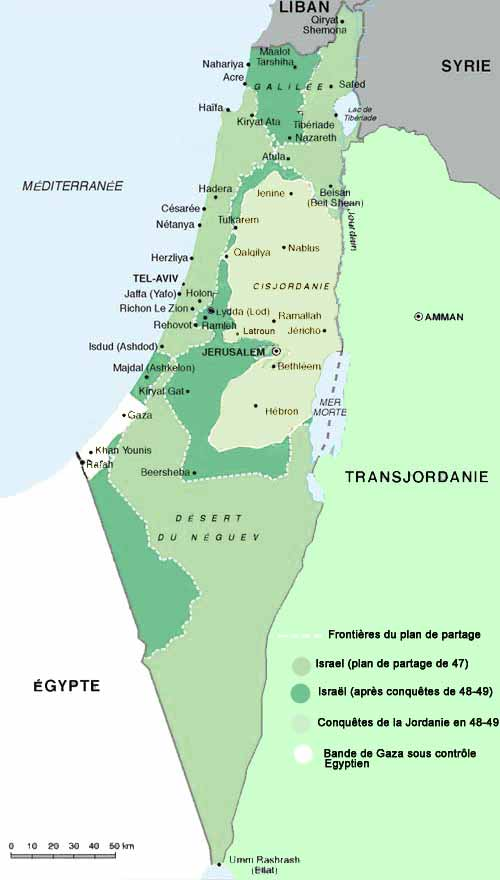
Carte des évolutions territoriales entre 1947 et 1949 : l'État palestinien prévu par le plan de partage de 1947 n'est pas créé ; Israël, l'Égypte et la Jordanie se partagent son territoire.

- Dans les jours qui suivent, des armées composées d'environ 1 000 Libanais, 6 000 Syriens, 4 500 Irakiens, 1 000 Égyptiens et entre 6 000 et 9 000 Transjordaniens se joignent aux forces arabes civiles (12 000 hommes) et à l'Armée de Libération (3 800 hommes d'après Gresh et Vidal[65]). Israël se retrouve comme avant avril sur la défensive.
- 11 juin 1948 - 8 juillet 1948 : première trêve israélo-arabe. Les armes affluent en Israël, en particulier en provenance du bloc de l'Est qui souhaite la défaite des Britanniques et de leurs alliés arabes. Création et organisation de Tsahal, qui regroupe toutes les milices juives.
- Juillet - octobre :
  - Israël conquiert la plus grande partie de la Palestine, hors le Néguev et la Cisjordanie.
  - Troisième vague de départ (300 ou 350 000 des réfugiés), accompagnés de certains massacres[71]. Selon Morris[72] ou Gelber[73][réf. incomplète], s'appuyant sur les archives de Tsahal, les expulsions deviennent particulièrement nombreuses.
  - Au total, ce sont à la fin 1948 entre 700 000 et 730 000 Palestiniens[74] qui fuiront ou seront chassés de leur terre et leur maison. Cet exode est à la fois intérieur vers la bande de Gaza et la Cisjordanie et extérieur vers la Syrie, le Liban et la Jordanie. À la fin de la guerre, plus de la moitié des Palestiniens sont des réfugiés : il en reste moins de 150 000 en Israël, 400 000 en Cisjordanie, 60 000 dans la bande de Gaza[75]. À la suite de l'annexion de la Cisjordanie par la Transjordanie, la plus grande partie de ces réfugiés palestiniens passeront sous tutelle jordanienne. Le Liban et la Syrie accueillent chacun à peu près 100 000 réfugiés, l’Irak 5 000 et le restant sera sous administration égyptienne dans la bande de Gaza.
  - La Palestine comptait environ 1 800 000 habitants (musulmans, juifs et chrétiens) dont environ 1 200 000 palestiniens de souche. En quelques mois, elle voit la majeure partie de la population palestinienne de souche fuir ou être chassée des zones sous contrôle israélien. Les réfugiés furent remplacés par les immigrés juifs survivants de la Shoah, ainsi que par les réfugiés juifs chassés ou fuyant à leur tour les pays arabes. (Voir notamment à ce sujet Diaspora palestinienne.)
- Décembre 1948 : la loi sur les « propriétés abandonnées » permet la saisie des biens de toute personne « absente ». Elle définit un « absent » comme une personne qui « pendant la période du 29 novembre 1947 au 1er septembre 1948, se trouvait quelque part ailleurs sur la Terre d’Israël située à l’extérieur du territoire d’Israël » (ce qui signifie la Cisjordanie ou la bande de Gaza) ou dans d’autres États Arabes. Les anciens villages arabes sont détruits, et leurs terres redistribuées à des communautés agricoles juives, mochavim ou kibboutzim, formalisant légalement la volonté d'empêcher tout retour [réf. nécessaire].
- 24 janvier 1949 : annexion de la Cisjordanie par la Transjordanie, qui devient alors la Jordanie. La Palestine, qui avait obtenu une existence juridique à partir du mandat de la Société des Nations de 1922, cesse toute existence légale, partagée entre Israël (77 %), la Jordanie (20 %), et l'Égypte (2 %). Seule la bande de Gaza n'est pas formellement annexée par l'Égypte, tout en restant cependant administrée par elle en l'attente d'une hypothétique « libération de la Palestine ».
- Mars 1949 : le désert du Neguev passe sous contrôle israélien (opération Ouvda).
- Février 1949 - juillet 1949 : signature d'une série d'Accords d'armistice.

### Depuis la guerre des Six jours
- En 1967, la guerre des Six Jours change la donne géopolitique au Proche-Orient. Cette guerre fut déclenchée comme une « attaque préventive » d'Israël contre ses voisins arabes, à la suite du blocus du détroit de Tiran aux navires israéliens par l'Égypte le 23 mai 1967. Au soir de la première journée de guerre, la moitié de l'aviation arabe est détruite. Israël en profite pour conquérir Jérusalem-est, la Cisjordanie et la bande de Gaza, territoires palestiniens qui étaient passés en 1948 sous double occupation jordanienne et égyptienne, ainsi que le Golan syrien et le Sinaï égyptien.
- En 1968, le Fatah, groupe politique et militaire de résistance palestinienne, est la cible d’une attaque majeure de l’armée israélienne sur le village jordanien de Karameh, durant laquelle plus de 150 combattants palestiniens succomberont sous le feu israélien et 29 soldats israéliens seront tués par les forces armées jordaniennes. Malgré sa défaite sur le terrain, la bataille est considérée comme bénéfique par le Fatah, les Israéliens s’étant finalement retirés.
- Le 3 février 1969, lors du Congrès national palestinien, Yasser Arafat est nommé président du comité exécutif de l’organisation de libération de la Palestine (OLP), en remplacement de Ahmed Choukairy, d’abord appointé par la Ligue arabe.
- En 1970, Yasser Arafat appelle au renversement de la monarchie hachémite, en s’appuyant sur le fait que 75 % des habitants de la Jordanie sont maintenant palestiniens à un degré ou à un autre. Le roi Hussein ne se laisse pas faire et fait massacrer par dizaines de milliers les Palestiniens, qu’ils soient fedayins ou civils, obligeant Yasser Arafat à se réfugier au Liban. Cet épisode dramatique est connu sous le terme de Septembre noir.
- 1973 : guerre du Kippour opposant l'Égypte et la Syrie à Israël.
- En 1974, le 24 octobre, le roi Hussein renonce à toutes revendications sur la Cisjordanie et les chefs d’États arabes déclarent que l’OLP est le seul représentant légitime de tous les Palestiniens. L’OLP est admise comme membre à part entière de la Ligue arabe en 1976.
- 1987 : Début à Gaza de la première intifada, la « guerre des pierres » ou la « révolte des pierres », initiée par la population palestinienne contre l'occupation et les humiliations israéliennes. Elle durera sept années.
- En 1988, avec l’Intifada, Yasser Arafat reformule sa pensée politique, à travers la « Déclaration d’indépendance de l’État de Palestine », préparée par Jerome Segal, un universitaire juif américain d’extrême-gauche, et prononcée à Alger. Arafat se fait élire, par le Conseil national palestinien, président de l’État qu’il proclame indépendant en novembre à Alger.
- Le 30 octobre 1991 a lieu une conférence de paix à Madrid, parrainée par Moscou et Washington.
- En août 1993, à la suite de négociations secrètes menées à Oslo, un accord de paix est signé à la Maison-Blanche sous l’égide du président Bill Clinton. Le monde entier retient la poignée de main échangée avec le premier ministre israélien Yitzhak Rabin et la nouvelle donne géopolitique que constitue le plan d’Oslo.
- En 1994 : Yasser Arafat et l’Autorité palestinienne s’installent à Gaza. À la suite des accords d'Oslo, Yasser Arafat reçoit avec Shimon Peres et Yitzhak Rabin le prix Nobel de la paix. Le 4 mai, l’accord sur l’autonomie de Gaza et Jéricho, entériné au Caire, marque le début de la période d’autonomie. L’armée israélienne se retire de 70 % de la bande de Gaza et de Jéricho.
- Le 1er juillet 1994 : Arafat revient en Palestine après plusieurs années d’exil. Il constitue à Gaza l’Autorité nationale palestinienne et en est élu président en 1996.
- Le 4 novembre 1995 : Yitzhak Rabin est assassiné par un extrémiste juif Yigal Amir qui lui reproche la rétrocession des terres juives. Il est remplacé par le travailliste Shimon Peres qui perdra le pouvoir six mois plus tard au profit du politicien de droite Benyamin Netanyahou.
- 13 novembre - 21 décembre 1995 : Retrait israélien de plusieurs villes de Cisjordanie.
- Durant les années 1994 à 2000, selon un rapport du FMI, l’économie palestinienne a augmenté à un rythme de 9,28 % par an, et les investissements de 150 %, ce qui en fait l’un des taux de développement les plus élevés au monde lors de cette période, mais cette croissance ne profite pas au peuple du fait du coût économique et social exorbitant de la lutte contre Israël et de la corruption généralisée des dirigeants palestiniens.
- 23 octobre 1998 : Netanyahu et Arafat signent à Wye Plantation (États-Unis) un accord sur le retrait israélien de 13 % de la Cisjordanie. Le 14 décembre, les articles de la charte palestinienne appelant à la destruction d’Israël sont supprimés.
- En 2000, le nouveau premier ministre israélien Ehud Barak propose à Yasser Arafat de reconnaître l’État palestinien. L’État proposé voyait les colonies israéliennes non démantelées, était amputé de près de 10 % des territoires palestiniens occupés avec un contrôle israélien à l’ouest du Jourdain, avec les colonies qui amputent encore de 40 % le contrôle du territoire (du fait des routes de détournements reliant les colonies entre elles) ; l'état proposé n'a pas le contrôle de ses frontières, est démilitarisé, et il était prévu d’y inclure la ville d'Abu Dis à Jérusalem pour la renommer Al Quds (le nom arabe de Jérusalem). La proposition inclut le retour en Israël même de 250 000 descendants des réfugiés de 1948. À la suite de l'échec des négociations ont lieu les accords de Taba, mais Barak n'a pas voulu signer car son mandat arrivait à son terme. De plus, il restait encore des contentieux à régler (Jérusalem Est, les colonies à démanteler, une reconnaissance demandée par les Palestiniens de la responsabilité israélienne pour les réfugiés).
- En septembre 2000, une seconde Intifada est déclenchée ; elle tourne rapidement à la guerre. D’après Imad Al Faluji, ministre palestinien de la Communication (mai 1996 - octobre 2002), la seconde Intifada a été planifiée par les treize formations dès la fin du sommet de Camp David II, en juillet 2000. La visite d’Ariel Sharon sur l’esplanade des Mosquées (aussi appelée mont du Temple) ayant été vécue comme une provocation par les Palestiniens, elle serait l’étincelle qui déclencha le début de l’Intifada le lendemain.
- 30 avril 2003 : Publication de la feuille de route pour la paix, un plan par étapes rédigé par les États-Unis, la Russie, l’Union européenne et l’ONU et devant conduire à la création d’un État palestinien. Les Palestiniens l’acceptent immédiatement, Israël l’adopte en mai, avec des réserves liées à la sécurité de ses frontières et aux attaques terroristes.
- 9 janvier 2005 : Mahmoud Abbas est élu à la tête de l’Autorité palestinienne.
- 8 février 2005 : Sommet de Charm el-Cheikh avec Ariel Sharon et Mahmoud Abbas.
- 17-18 août 2005 : Retrait et démantèlement des colonies juives de la bande de Gaza où 8 000 colons sont évacués en Israël par l'armée israélienne, ce qui provoque une fracture au sein de la population entre les pro-retrait favorables au dialogue avec les Palestiniens et les anti-retrait favorables à la poursuite de la colonisation.
- 12 septembre 2005 : Après trente-huit ans d’occupation et de colonisation de la bande de Gaza, le départ des derniers soldats israéliens marque un tournant dans l'avenir du Proche Orient. Le retrait de Gaza, le démantèlement de plusieurs colonies en Cisjordanie ainsi que la construction de la barrière de sécurité (le « mur de l'apartheid » du point de vue palestinien) envisage les frontières d'un futur État palestinien et rassure les Israéliens sur des frontières sûres.
- Décembre 2005 - Janvier 2006 : Le premier Ministre israélien, Ariel Sharon, acteur principal du plan de désengagement israélien de la bande de Gaza, subit deux attaques cérébrales successives et plonge dans un coma profond.
- 25 janvier 2006 : Tenue des élections législatives palestiniennes. Stupeur et crainte pour l'avenir remplace l'optimisme du récent retrait israélien de Gaza. Malgré les efforts de paix de Mahmoud Abbas (président de l'Autorité palestinienne) et malgré le désengagement israélien de Gaza, le peuple palestinien élit massivement le Hamas (parti islamiste qui ne reconnaît pas Israël et appelle à sa destruction). Le Hamas obtient 74 des 132 sièges au parlement palestinien entraînant la démission du 1er Ministre Ahmed Qoreï. Les États-Unis décident de stopper leurs versements financiers au gouvernement palestinien tant que le Hamas n'aura pas reconnu Israël et qu'il n'aura pas renoncé à son projet de destruction totale de l'État hébreu.
- 30 janvier 2006 : Israël, par la voix de son Premier ministre intérimaire, Ehud Olmert, décide de geler les fonds dus à l'Autorité palestinienne, de peur qu'ils ne parviennent à des éléments terroristes.
- 25 juin 2006 : Un groupe de combattants palestiniens attaque un poste armé de Tsahal à la frontière sud d'Israël via un tunnel près de Kerem Shalom qui passe au sud de la bande de Gaza. Durant l'attaque, deux soldats israéliens sont tués, trois autres blessés, dont le caporal Gilad Shalit qui est enlevé par les Palestiniens. Mohammed Abdel Al, un porte-parole des Comités de Résistance populaire, a révélé que l'attaque de ce lieu était planifiée depuis deux mois dans le but de réclamer la libération de prisonniers palestiniens enfermés en Israël.
- 28 juin 2006 : Israël lance l'opération Pluies d'été, officiellement dans le but de récupérer le soldat capturé par le commando palestinien. Plusieurs unités terrestres de Tsahal sont engagées dans les combats ainsi que des hélicoptères et des frappes aériennes de bombardiers F-15 et F-16. Le second objectif de cette offensive est de mettre fin aux tirs incessants de roquettes Qassam tirées depuis Gaza sur le sud d'Israël (notamment la ville de Sdérot (anciennement Najd en arabe) et de mettre la pression sur le gouvernement du Hamas qui cautionne ces attaques. C'est la première fois en 9 mois que l'armée israélienne revient sur ce territoire de l'Autorité palestinienne, depuis le plan de désengagement unilatéral terminé en septembre 2005. Les premiers jours de l'opération ont été marqués par la destruction, contraire aux conventions de Genève, de la seule centrale électrique de Gaza, de trois ponts et de l'arrestation de plusieurs parlementaires et ministres affiliés au Hamas.

## Numismatique
Quelques-unes des pièces de monnaie découvertes dans la région palestinienne illustrent la diversité des pouvoirs qui s'y sont succédé à travers l'histoire. Pour la période moderne, on peut aussi s'intéresser aux monnaies turques (voir sur Numista Les pièces de l'Empire ottoman) ou israéliennes.

Monnaies anciennes de la région palestinienne
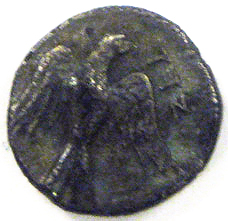
Pièce d'argent judéenne de l'époque achéménide perse (VIe au IVe siècle av. J.-C.) représentant un faucon ou un aigle. Inscription en araméen : Yehud (« Judée »).
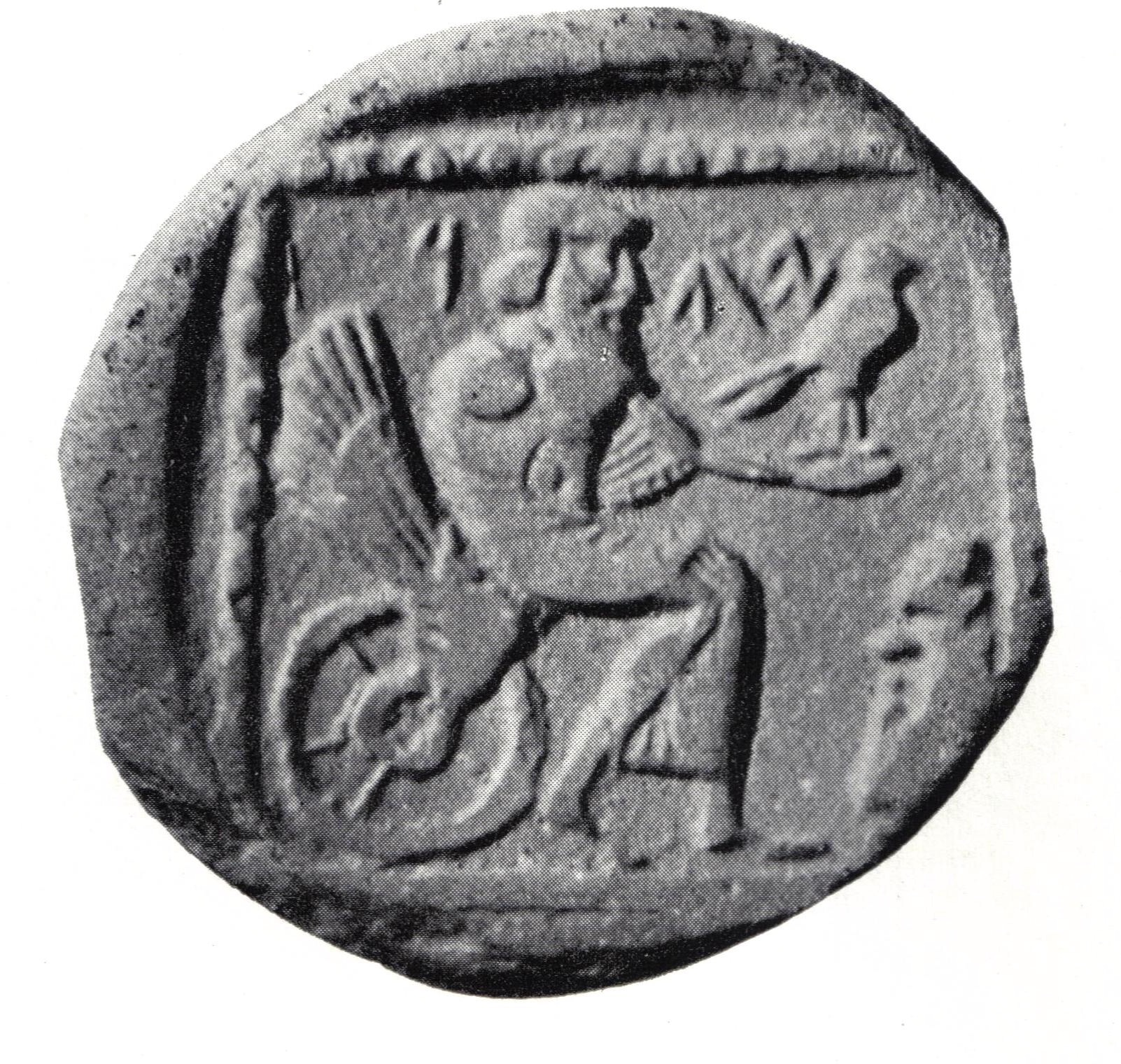
Drachme judéenne de la période perse frappée en Samarie et trouvée à Gaza (Ve siècle av. J.-C.). Divinité Yahu assise sur une roue ailée et tenant un faucon. Inscription YDH : Yehud (« Judée »).
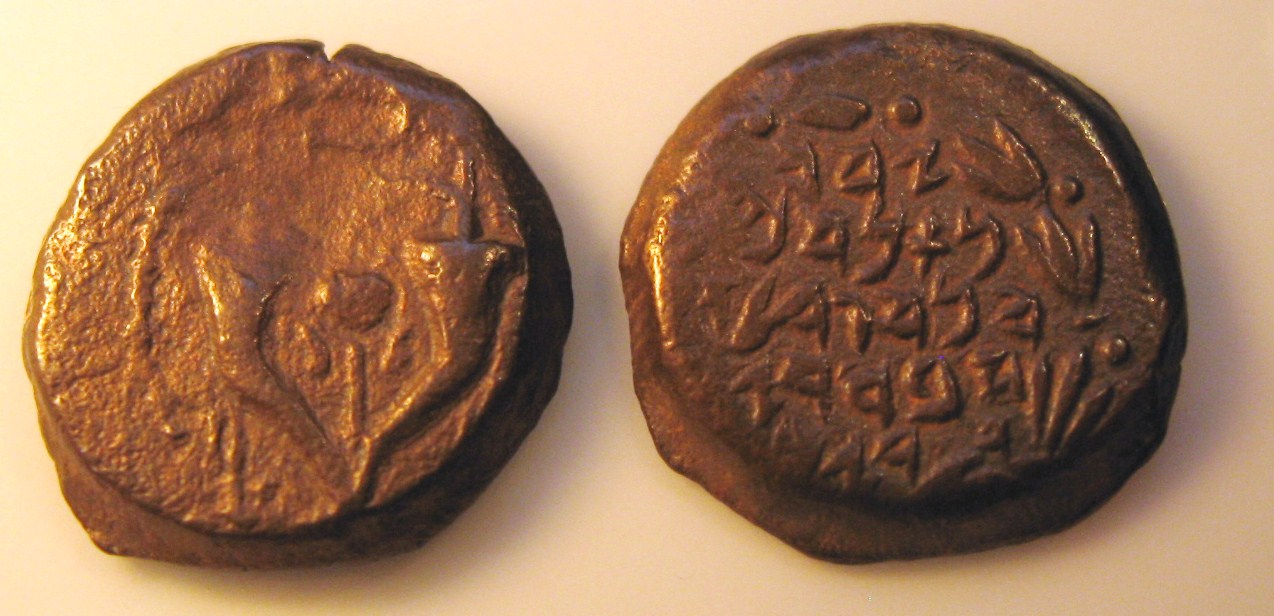
Pièce d'Alexandre Jannée (Jonathan ou Yannaï), roi hasmonéen de Judée et Grand prêtre d'Israël (103–76 av. J.-C.). Inscriptions : (avers) cornes d'abondance et grenade, (revers) « Yonathan le Grand prêtre et ami des Juifs ».
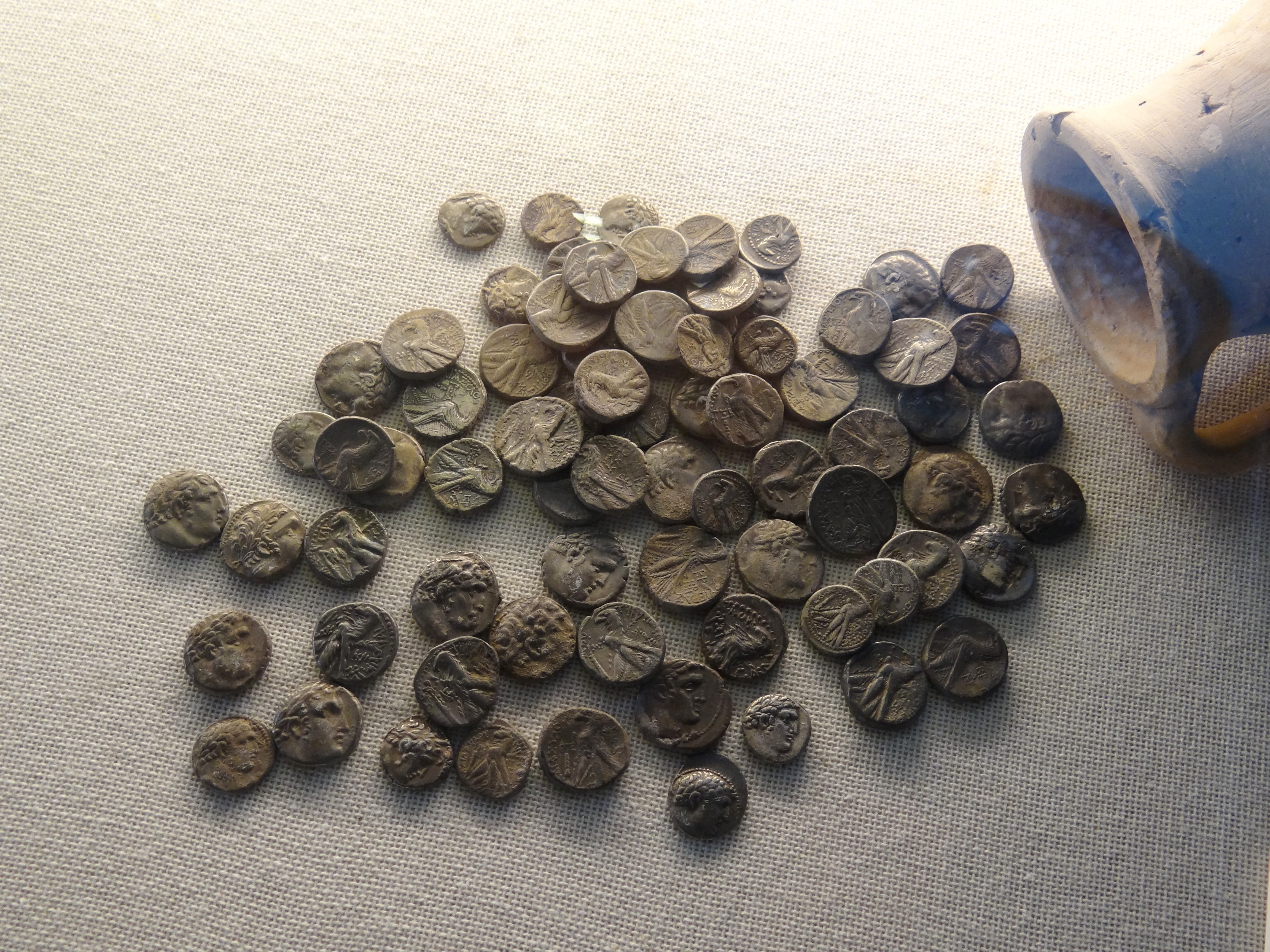
Trésor trouvé dans le village druze de Husifiyeh (Isfiya) au mont Carmel, contenant 4 560 pièces d'argent de la région palestinienne (de 24 av. J.-C. à 50 apr. J.-C.).
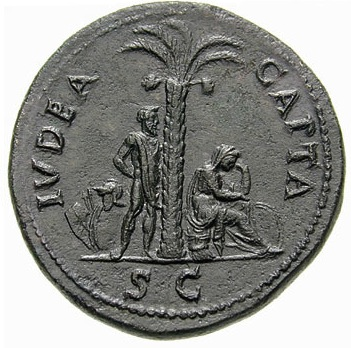
Sesterce de Vespasien (vers 71 apr. J.-C.). Homme debout les mains liées dans le dos, sous un palmier où la Judée assise pleure. Inscription : Iudea capta (« Judée conquise »).
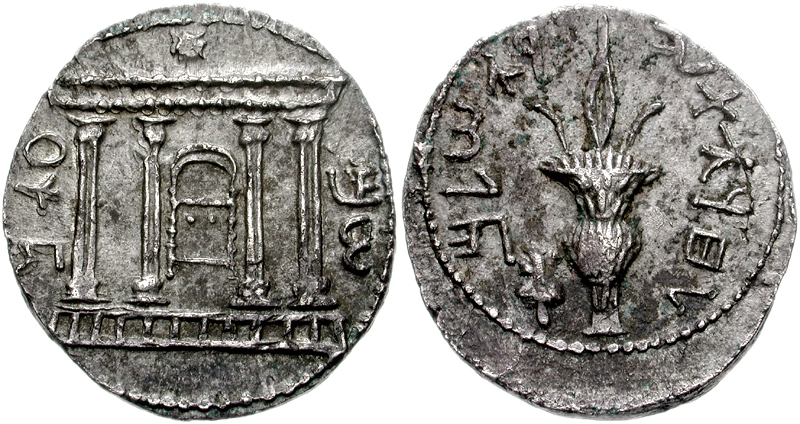
Tetradrachme d'argent de la révolte de Bar Kochba (132-135 apr. J.-C.). Façade du Temple avec Arche d'alliance au centre, étoile au-dessus (avers) et loulav et étrog (revers).
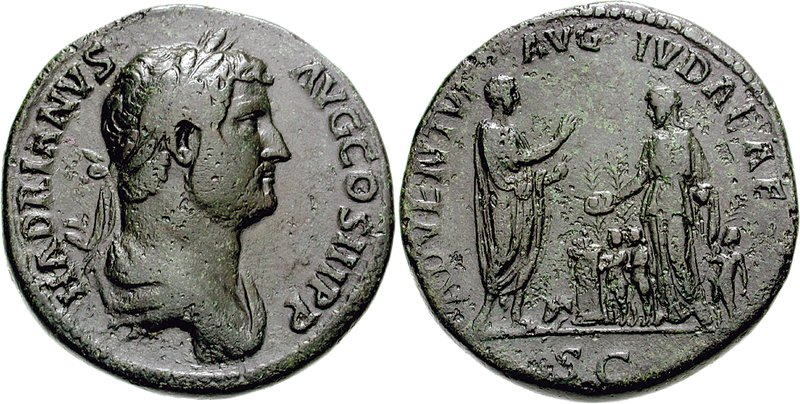
Sesterce sous Hadrien. Revers : Hadrien levant la main face à Judaea tenant une patère et une coupe ; à ses pieds, trois petits garçons tenant chacun une feuille de palmier ; entre eux, un taureau sacrificiel couché sur l'autel. Inscription : Adventvi Avg Ivdaeae (« L'Empereur arrive en Judée ») (vers 134-138 apr. J.-C.).
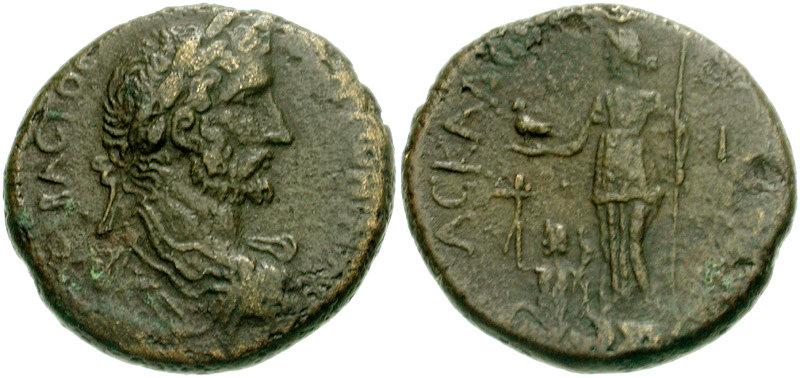
Pièce palestinienne sous l'empereur romain Antonin le Pieux (vers 138-161 apr. J.-C.).
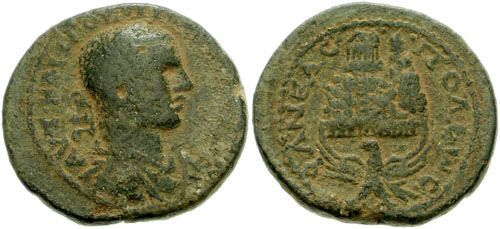
Pièce de monnaie de l'empereur Volusien, Samarie. Revers : escalier romain et temple de Neapolis (Sichem, Naplouse) du Mont Garizim, lieu saint des Samaritains. 251-253 apr. J.-C.
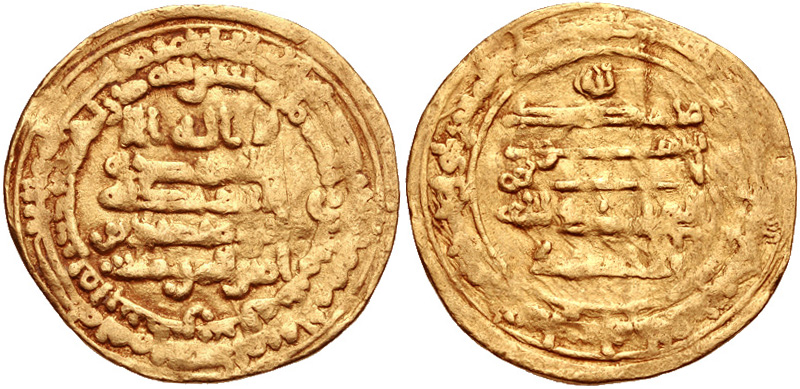
Dinar de Palestine sous Muhammad al-Ikhshid (944 apr. J.-C.). Inscription : noms du gouverneur et du calife d'Égypte et de Syrie.
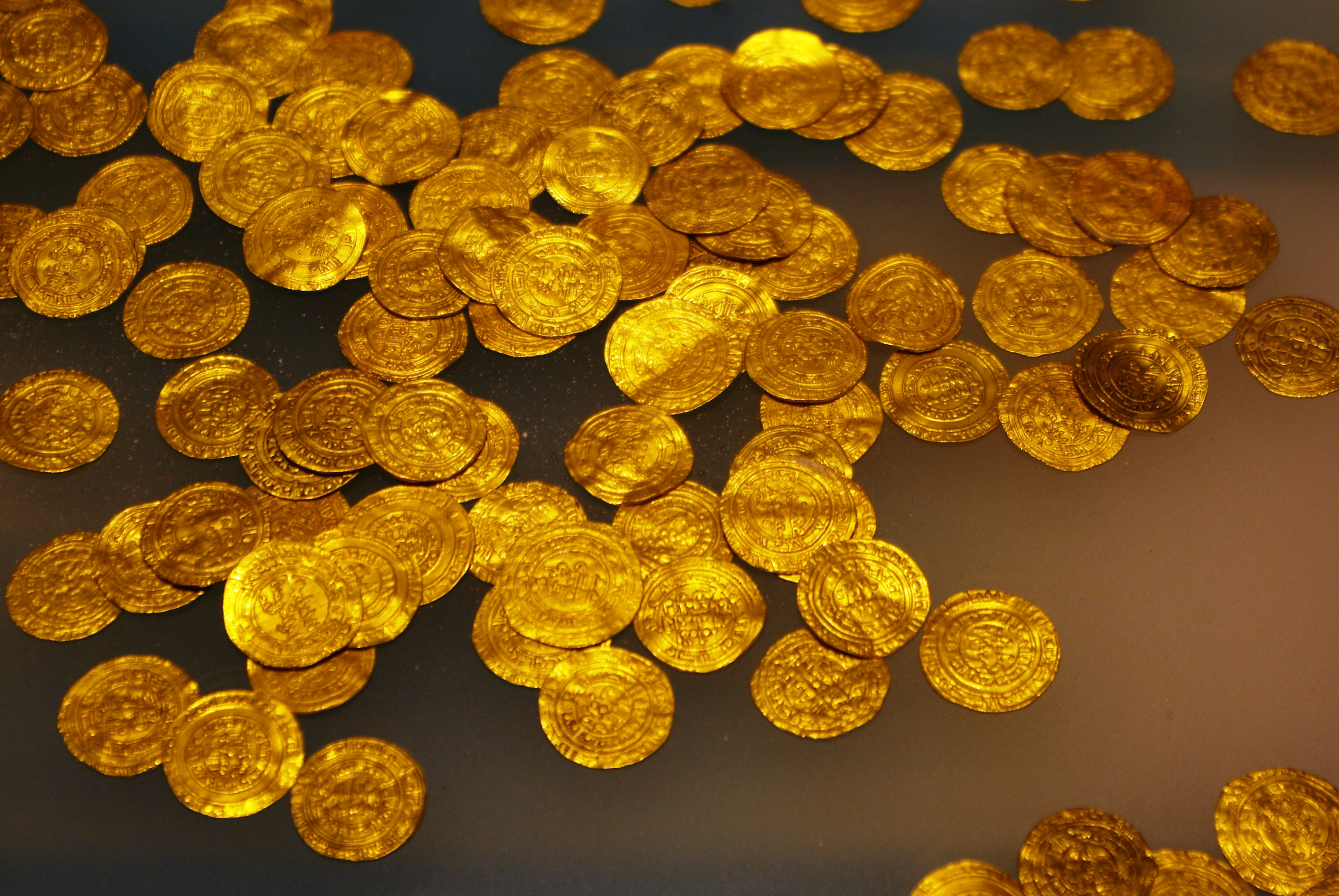
Quelques-unes des 2 000 pièces d'or du trésor de Césarée datant de la période des Fatimides (XIe siècle), exposées au Musée du port de Césarée[76].
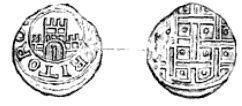
Monnaie de seigneurie des Croisés de Toron en Palestine[77] (XIIe siècle). Inscription : « Château de Toron » (Castri Toroni)[78].
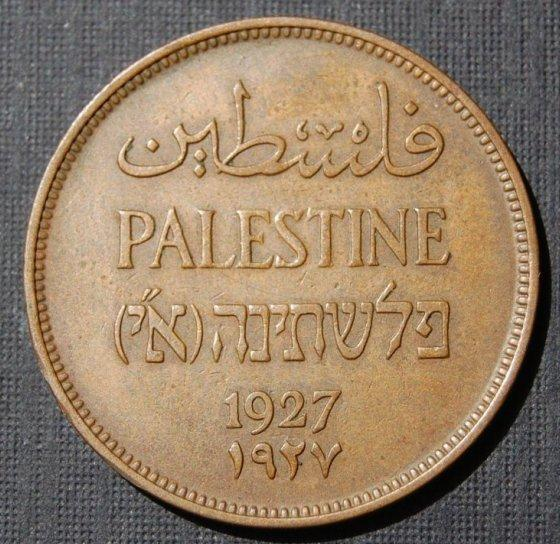
Mill, millième de la livre palestinienne utilisée comme monnaie sous le mandat britannique (1927).

### Filmographie
- Roland Nurier, Le Char et l'olivier (une autre histoire de la Palestine) (2019), documentaire

#### Archéologie
- Natoufien, Vénus de Berekhat Ram
- Archéologie en Israël (en), Harifian (en)
- Archéologie au Levant (en)
- Incense Route – Desert Cities in the Negev